# Arminianisme

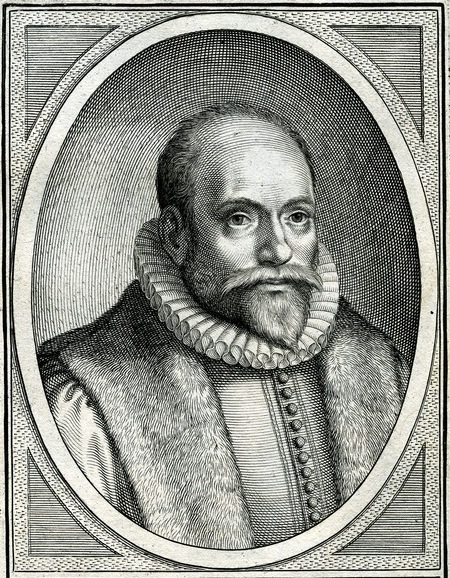
W. Swanenburgh, Jacobus Arminius, 1625.

Arminianisme et arminien(s) ne doivent pas être confondus respectivement avec Arianisme et Arménien(s).
L'arminianisme est un courant théologique protestant fondé au début du XVIIe siècle sur la base des idées du théologien néerlandais Jacobus Arminius et de ses partisans historiques les « remontrants ». L'arminianisme fut originellement articulé dans une Remontrance (1610) adressée aux États de Hollande. Celle-ci exprimait une tentative de modération des doctrines du calvinisme, notamment sur l'interprétation de la prédestination.
L'arminianisme, en tant que doctrine, a été développé par plusieurs théologiens, notamment Arminius pour ce qui est de l'arminianisme classique et John Wesley pour ce qui est de l'arminianisme wesleyen. Les vues arminiennes les plus centrales sont que la grâce prévenante de Dieu, qui prépare à la régénération, est universelle et que sa grâce permettant la régénération et la sanctification, est résistible. Plusieurs confessions protestantes ont été influencées par les vues arminiennes.

## Histoire

### Mouvements précurseurs et influences théologiques

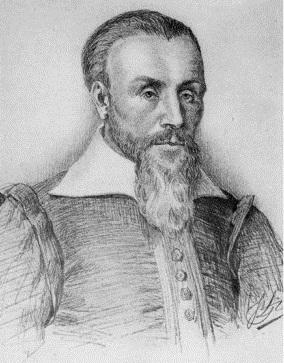
Jean-Paul Laurens, Sébastien Castellion, 1892.

Les croyances d’Arminius, c'est-dire l'arminianisme, n’ont pas commencé avec lui. Avant la Réforme, des groupes comme les vaudois affirmaient déjà une liberté individuelle contredisant toute forme de prédestination predéterminée. Le théologien anabaptiste Balthazar Hubmaïer (1480–1528) défendit à peu près la même vision qu'Arminius près d’un siècle avant lui. En effet, les doctrines sotériologiques de l'arminianisme et de l'anabaptisme sont globalement équivalentes,. En particulier, les mennonites rejetaient la sotériologie calviniste, et « ont été historiquement arminiens, qu'ils aient épousé distinctement ou non le point de vue arminien ». La théologie anabaptiste semble avoir influencé Jacobus Arminius. Du moins, « il avait de la sympathie pour le point de vue anabaptiste, et les anabaptistes assistaient généralement à sa prédication ». De manière similaire, Arminius mentionne le théologien luthérien danois Niels Hemmingsen (en) (1513-1600) comme partageant sa vision sotériologique de base et a pu être influencé par Hemmingsen. Un autre personnage clé, Sébastien Castellion (1515–1563), qui s’opposait aux vues de Calvin sur la prédestination et l'intolérance religieuse, est connu pour avoir influencé à la fois les mennonites et certains théologiens du cercle d'Arminius. Les premiers opposants des arminiens citaient même Castellion comme une des inspirations principales de leur mouvement.

### Émergence de l'arminianisme

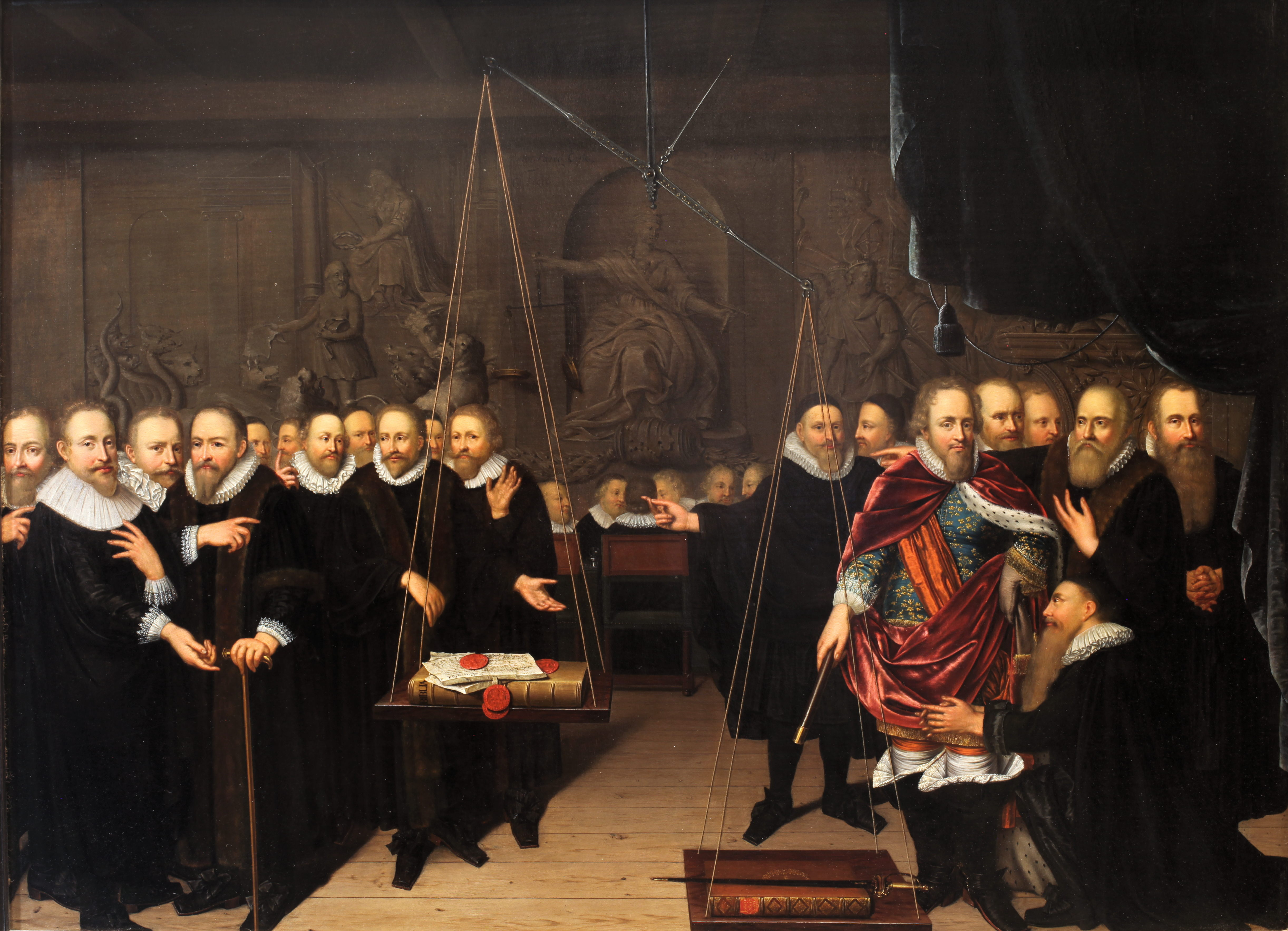
Abraham van der Eyk, Disputes entre remontrants et contre-remontrants en 1618, 1721.

Jacobus Arminius (1560-1609) est un pasteur et théologien néerlandais. Il reçoit l'enseignement de Théodore de Bèze. Il rejette la théorie de l'élection divine inconditionnelle calviniste. Il propose pour sa part une théorie de l'élection conditionnelle. Plusieurs théologiens réformés néerlandais, notamment Franciscus Gomarus, ont contesté ce point de vue.
Dans sa Déclaration de Sentiments (1608), Arminius présenta sa théologie aux magistrats des États de Hollande à La Haye. Après sa mort, les partisans d'Arminius continuèrent à promouvoir sa vision théologique en rédigeant une Remontrance (1610), comportant cinq articles, dans laquelle ils expriment leurs points de divergence avec le calvinisme plus strict de la Confessio Belgica,. À cette époque on appela les partisans d'Arminius les remontrants et ceux de Gomarus les contre-remontrants à la suite d'une Contre-remontrance qu'ils publièrent en 1611,. Après quelques manœuvres politiques, les calvinistes néerlandais réussirent à convaincre le prince Maurice de Nassau de s'occuper de la situation. Maurice démit systématiquement de leurs fonctions les magistrats arminiens et initia un synode national. Ainsi, se tint en 1618 à Dordrecht un synode de l’Église réformée néerlandaise. Ce synode fut ouvert principalement aux calvinistes hollandais (102), tandis que les arminiens en étaient exclus (13 interdits de vote), avec des représentants d'Églises réformées d'autres pays (28). En 1618, il publia une condamnation d'Arminius et de ses partisans comme hérétiques. Les Canons de Dordrecht répondaient entre autres aux thèses arminiennes, anticipant leur articulation ultérieure connue sous le nom des cinq points du calvinisme.
Les arminiens de Hollande furent démis de leurs fonctions, emprisonnés, bannis et contraints de se taire. Douze ans plus tard, les Pays-Bas accordent officiellement à l'arminianisme la protection en tant que confession, mais l'animosité entre arminiens et calvinistes se poursuivit. La plupart des premiers remontrants suivirent une version classique de l'arminianisme. Cependant, certains d'entre eux comme Philipp van Limborch, se sont dirigés vers le semi-pélagianisme et le rationalisme.

### Arminianisme dans l'Église d'Angleterre

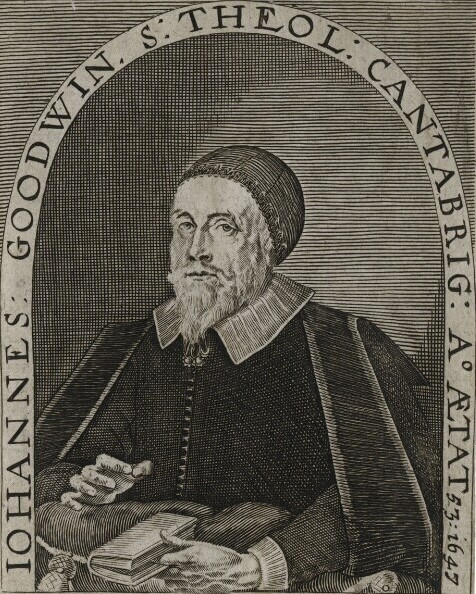
George Glover, John Goodwin, 1641.

En Angleterre, les doctrines qualifiées d'arminiennes étaient soutenues, dans leur substance, avant et parallèlement à celles Arminius. En fait, les Trente-neuf articles (finalisés en 1571) étaient suffisamment ambigus pour être compatibles avec des interprétations arminiennes ou calvinistes. L'arminianisme dans l'Église d'Angleterre, était fondamentalement une expression de négation du calvinisme, et seuls quelques théologiens adhéraient à l'arminianisme classique, mais pour le reste, ils étaient semi-pélagiens voire pélagiens,,. Dans ce contexte spécifique, les historiens contemporains préfèrent utiliser le terme « proto-arminiens » plutôt qu' « arminiens » pour désigner les positions des théologiens qui ne suivaient pas l'arminianisme classique. L'arminianisme anglais était représenté par des puritains arminiens tels que John Goodwin ou des anglicans arminiens de la haute église tels que Jeremy Taylor et Henry Hammond. Les arminiens anglicans du XVIIe siècle tels que William Laud (1573-1645) combattirent les puritains calvinistes. Ils voyaient l'arminianisme en termes de religion d'État, idée complètement étrangère à celles d'Arminius. Cette position est devenue particulièrement évidente sous le règne (1625-1649) de Charles Ier d'Angleterre. Après la première révolution anglaise (1642–1651) Charles II d'Angleterre, tolérant les presbytériens, réinstitua la pensée arminienne dans l'Église d'Angleterre. Cette dernière y fut dominante à partir de la Restauration (1660) pendant une cinquantaine d'années.

### Baptistes
Le mouvement baptiste est né en Angleterre au XVIIe siècle. Les premiers baptistes (appelés « baptistes généraux » en raison de leur confession d'une expiation « générale » ou illimitée) étaient des arminiens. Le mouvement baptiste vit le jour avec Thomas Helwys, qui quitta son mentor, John Smyth et retourna à Londres pour fonder la première église baptiste anglaise en 1611. John Smyth, quant à lui, avait adopté les croyances communes et autres particularités des églises mennonites hollandaises Waterlander. Plus tard les baptistes généraux tels que John Griffith, Samuel Loveday et Thomas Grantham défendirent une théologie arminienne réformée, qui reflétait l'arminianisme d'Arminius. Les baptistes généraux résumèrent leurs vues arminiennes dans de nombreuses confessions, la plus influente étant la Standard Confession de 1660. Dans les années 1640, le groupe des baptistes particuliers se forma, divergeant fortement de la doctrine arminienne et embrassant le presbytérianisme. La Standard Confession de 1660 fut utilisée par les héritiers américains des baptistes anglais, bientôt connus sous le nom des baptistes libres.

### Méthodistes

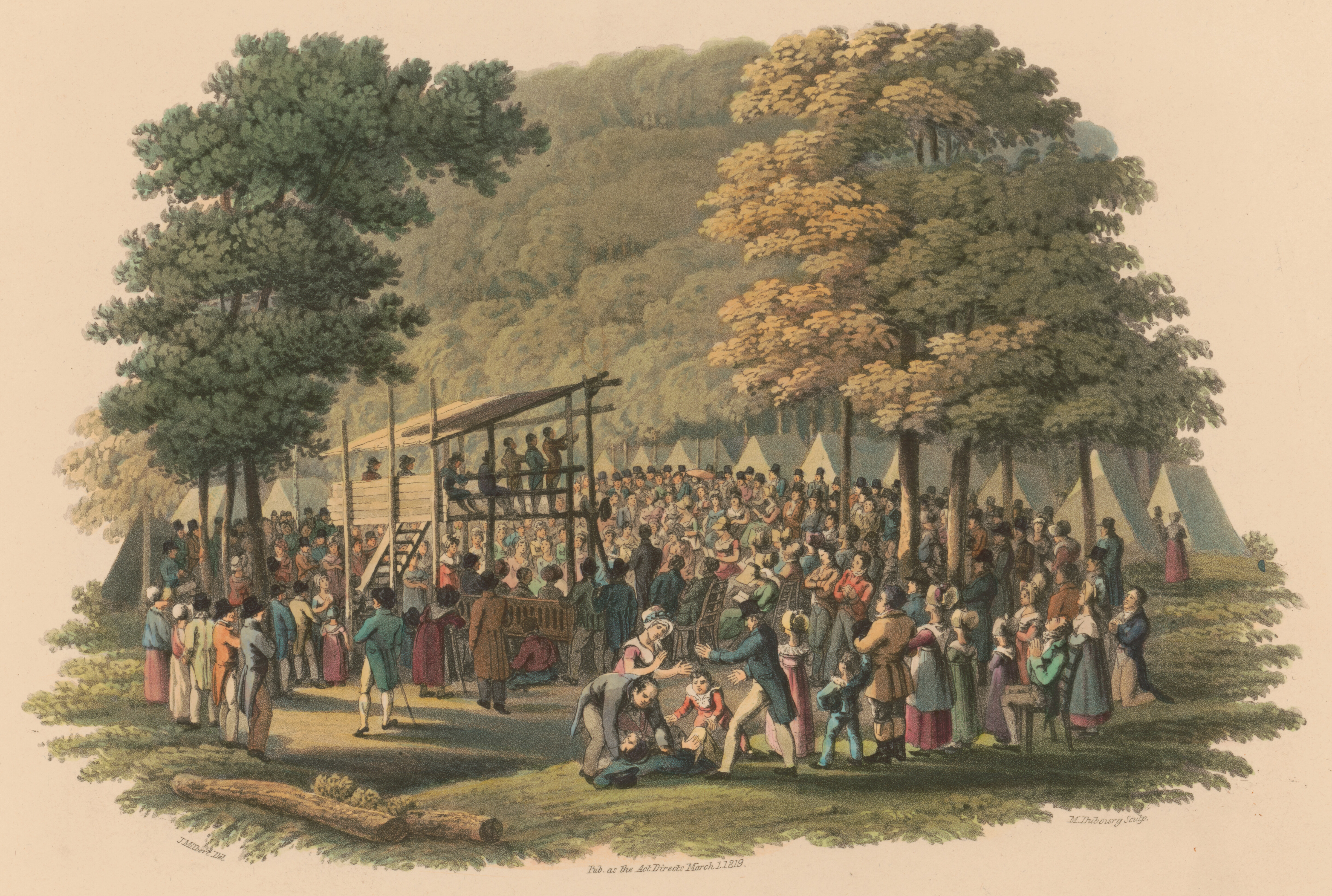
Jacques-Gérard Milbert, Camp meeting méthodiste en Amérique du Nord, c. 1819.

Dans la controverse méthodiste-calviniste des années 1770 impliquant les ministres anglicans John Wesley et George Whitefield, Wesley répondit aux accusations de semi-pélagianisme en adoptant une identité arminienne. Wesley avait une familiarité limitée avec les croyances d'Arminius et a largement formulé ses opinions sans s'appuyer directement sur les enseignements de ce dernier. Wesley a été notamment influencé par l'Arminianisme anglais du XVIIe siècle et par certains porte-parole des remontrants. Il est néanmoins considéré comme un fidèle représentant des croyances d'Arminius. Wesley défendit sa sotériologie au travers de la publication d'un périodique intitulé The Arminian (1778) et d'articles tels que La prédestination calmement considérée. Pour soutenir sa position, il affirma fermement ses croyances en la dépravation totale tout en clarifiant d'autres doctrines notamment celle de la grâce prévenante,. De plus, Wesley attaquait le déterminisme qui, selon lui, caractérisait la doctrine calviniste de la prédestination. Il prêchait typiquement la notion de perfection chrétienne (en maturité et non « sans péché »). Son système de pensée est devenu connu sous le nom d'arminianisme wesleyen, dont il a posé les fondements avec son collègue prédicateur John William Fletcher,. Le méthodisme a également navigué dans ses propres subtilités théologiques relatives à la contribution humaine dans le processus du salut,. Dans les années 1830, pendant le second grand réveil, des traces d'influence de pélagianisme firent surface dans le mouvement de sanctification américain. Par conséquent, les critiques de la théologie wesleyenne ont parfois injustement perçu ou étiqueté sa pensée générale. Cependant, son centre est reconnu comme étant l'arminianisme,.

### Pentecôtistes
Le pentecôtisme trouve son origine dans l'activité de Charles Parham (1873–1929). Son origine en tant que mouvement remonte au réveil d'Azusa Street à Los Angeles en 1906. Ce renouveau a été dirigé par William Joseph Seymour (1870–1922). En raison de l'origine méthodiste et de l'arrière plan du mouvement de sanctification de nombreux premiers prédicateurs pentecôtistes, les églises pentecôtistes s’alignaient généralement sur les pratiques issues de l'arminianisme wesleyen. Au cours du XXe siècle, alors que les églises pentecôtistes commençaient à s'installer et à adopter des formes plus standardisées, elles formulèrent une théologie entièrement arminienne. Actuellement, les grandes dénominations pentecôtistes telles que les Assemblées de Dieu adhèrent officiellement aux vues arminiennes telles que la grâce résistible, l'élection conditionnelle, et la sécurité conditionnelle du croyant,,.

## L'arminianisme contemporain

### Dénominations protestantes

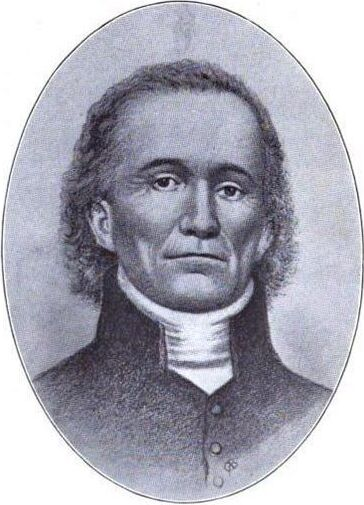
Anonyme, Benjamin Randall (fondateur de la dénomination baptiste libre), 1915.

Les partisans de l'arminianisme trouvent leur place dans plusieurs dénominations protestantes. Parfois plusieurs autres théologies comme le calvinisme coexistent au sein d'une même dénomination. Quoique l'arminianisme ne fasse pas historiquement partie de la tradition théologique luthérienne, il existe certaines similarités. Ainsi, des églises luthériennes peuvent y être ouvertes. De même, les dénominations anglicanes évangéliques récentes montrent également un certain degré d'ouverture à la théologie arminienne. La théologie anabaptiste et l'arminienne sont similaires à certains égards. On trouve ainsi l'arminianisme chez les dénominations anabaptistes telles que les mennonites, les huttérites, les Brethren de Schwarzenau et les Amish,. On trouve la théologie arminienne chez les baptistes généraux et les baptistes libres. La majorité des baptistes du Sud accepte l'arminianisme avec option pour la doctrine de la sécurité éternelle,,, bien que la part du calvinisme y soit en hausse. On trouve la théologie arminienne dans le mouvement restaurationniste, en particulier dans les Églises chrétiennes et Églises du Christ. On la trouve chez les adventistes du septième jour. On la trouve sous la forme de wesleyanisme dans les principales églises méthodistes, et en particulier dans les dénominations issues du mouvement de sanctification telles que l’église du Nazaréen, l'église méthodiste libre, l’église wesleyenne, et l'Armée du salut. On la trouve aussi chez une partie des charismatiques dont notamment les pentecôtistes,,,.

### Théologiens
La théologie arminienne a reçu l'appui de théologiens, experts bibliques et apologistes provenant de diverses périodes et traditions théologiques. Parmi les personnalités historiques qui ont soutenu cette perspective, on compte Jacobus Arminius, Simon Episcopius, Hugo Grotius, John Goodwin, Thomas Grantham, John Wesley, Richard Watson, Thomas Osmond Summers, John Miley, William Burt Pope et Henry Orton Wiley.
Dans les traditions baptistes contemporaines, les partisans de la théologie arminienne incluent Roger E. Olson, F. Leroy Forlines, Robert Picirilli et J. Matthew Pinson. Au sein de la tradition méthodiste, d'éminents partisans comprennent Thomas Oden, Ben Witherington III, David Pawson, B. J. Oropeza, Thomas H. McCall et Fred Sanders. Le mouvement de sanctification compte des théologiens comme Carl O. Bangs et J. Kenneth Grider. En outre, des érudits tels que Keith D. Stanglin, Craig S. Keener et Grant R. Osborne soutiennent également les perspectives arminiennes.

## Théologie

### Historique théologique

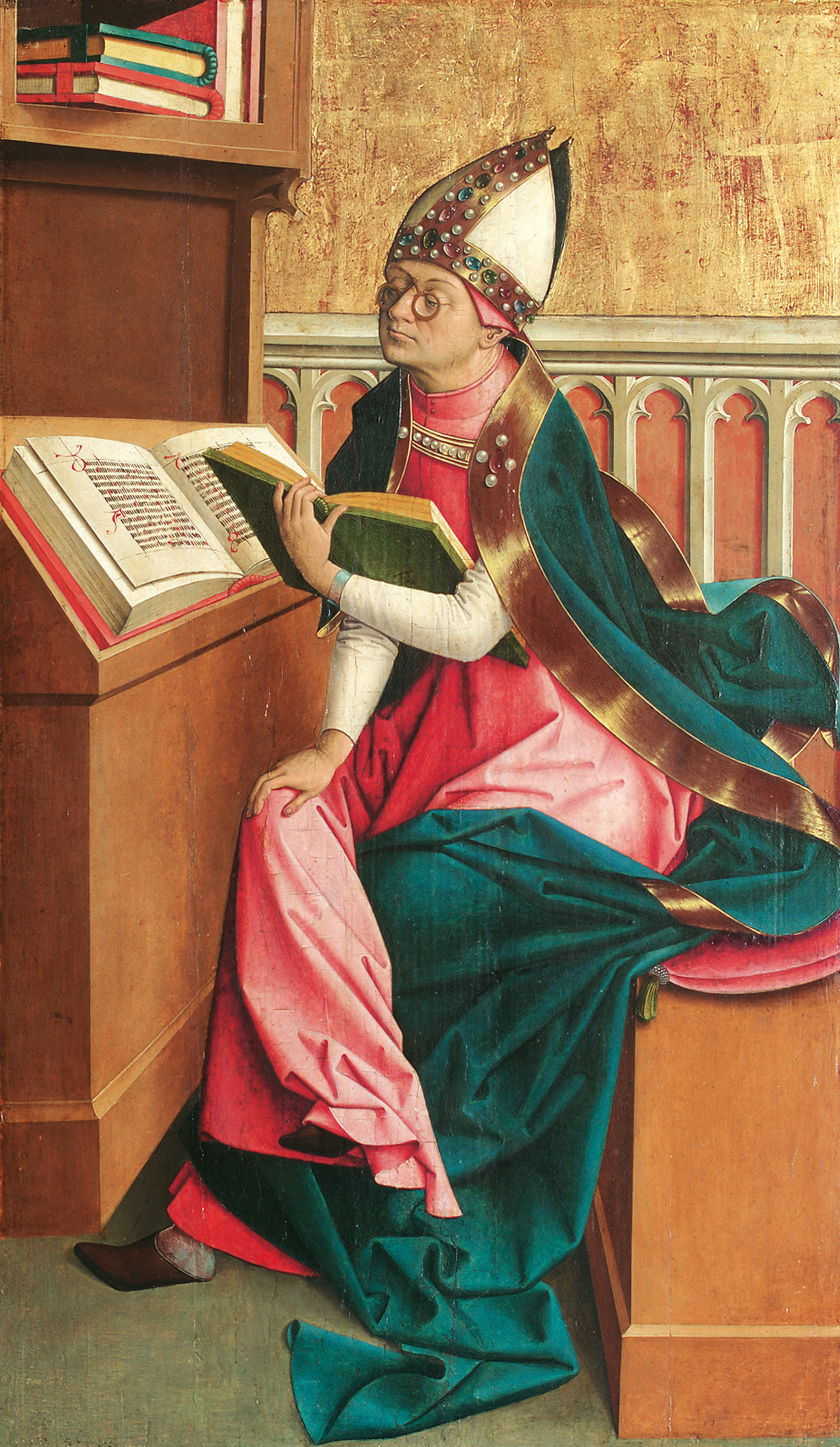
Meister von Großgmain, Augustinus, c. 1498.

Le cadre pélagien-augustinien peut servir de paradigme clé pour comprendre l'héritage théologique et historique de l'arminianisme. Avant Augustin (354–430), la vision synergiste du salut était presque universellement acceptée,. Cependant, Pélage (c. 354–418) soutint l'idée que les humains pouvaient obéir parfaitement à Dieu par leur propre volonté. La perspective pélagienne est donc qualifiée de « monergisme humain »,. Cette vision a été condamnée lors des conciles de Carthage (418) et d'Éphèse (431). En réponse, Augustin proposa une perspective selon laquelle Dieu est la cause ultime de toutes les actions humaines, une position qui s'aligne avec le déterminisme compatibiliste. La perspective augustinienne est ainsi qualifiée de « monergisme divin ». Cependant, la sotériologie augustinienne impliquait la double prédestination, que le concile d'Arles (475) condamna.
Au cours de cette période, une forme modérée de pélagianisme émergea, plus tard appelée semi-pélagianisme. Cette vue affirmait que la volonté humaine initie le salut, plutôt que la grâce divine. La vision semi-pélagienne est donc décrite comme un « synergisme initié par l'homme ». En 529, le second concile d'Orange chercha à statuer sur le semi-pélagianisme et déclara que la foi, même dans ses débuts, résulte de la grâce de Dieu,,. Cela décrit l’opération de la grâce prévenante permettant la foi humaine,. Cette vue, souvent appelée « semi-augustinienne », est donc décrite comme « synergisme initié par Dieu »,,,. Le concile rejeta également la prédestination au mal.
Étant donné son alignement sur les positions caractéristiques du semi-augustinisme, l'arminianisme est considéré par certains comme une retour au consensus théologique de l'église primitive. L'arminianisme est considéré par d'autres comme une thèse sotériologique alternative au protestantisme calviniste, ou plus précisément comme une position intermédiaire entre calvinisme et semi-pélagianisme.
La théologie arminienne comporte deux principales variantes : l'arminianisme classique, basé sur les enseignements de Jacobus Arminius, et l'arminianisme wesleyen, une variante proche influencée principalement par John Wesley.

### Arminianisme classique

#### Définition et terminologie

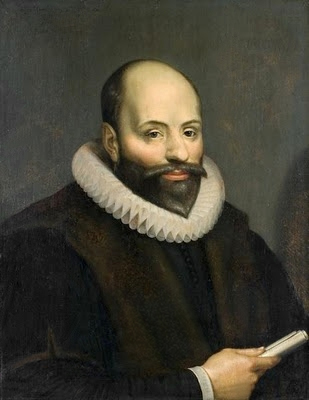
David Bailly, Jacobus Arminius, 1620.

L'arminianisme classique est une vue théologique protestante affirmant que la grâce prévenante de Dieu préparant la régénération est universelle, et que la grâce permettant la régénération et la sanctification est résistible,,. Ce système théologique a été présenté par Jacobus Arminius et soutenu par certains remontrants, tels que Simon Episcopius et Hugo Grotius,.
La théologie arminienne incorpore le langage et le cadre de la théologie de l'alliance,. Ses enseignements fondamentaux sont résumés dans les Cinq articles des remontrants, sachant que certains de ses passages furent directement tirées de la Déclaration de sentiments d'Arminius. Certains théologiens se référent à ce système comme de « l'arminianisme classique »,. D'autres préfèrent l'appeler « arminianisme de la réforme » ou « arminianisme réformé » étant donné qu'Arminius était en accord avec les principes de la réforme et notamment avec les sola fide et sola gracia.

#### Providence divine et libre arbitre
Le point de vue arminien majoritaire accepte le théisme classique qui affirme que Dieu est omniprésent, omnipotent et omniscient. Dans cette mesure, la puissance, la connaissance et la présence de Dieu n'ont pas de limitations externes, en dehors de celles imposées par sa nature ou son caractère.
D'un autre coté la vue arminienne sur la souveraineté de Dieu repose sur des postulats fondamentaux découlant de la nature de Dieu et de son caractère. D'une part, l'élection divine doit être définie de telle sorte que Dieu ne soit en aucun cas, et ce même de façon seconde, l'auteur du mal. Cela ne correspondrait pas au caractère de Dieu, spécialement tel que révélé pleinement en Jésus-Christ. D'autre part, la responsabilité de l'homme dans le mal doit être absolument préservée. Ainsi ces deux postulats requièrent une manière spécifique avec laquelle Dieu choisit de manifester sa souveraineté en interaction avec ses créatures :
Cela demande d'une part que Dieu agisse selon un mode de providence divine « limité », c'est-à-dire en exerçant délibérément sa souveraineté sans déterminer chaque événement. D'autre part, cela impose que l'élection divine soit de type « prédestination par prescience ». Par conséquent, la prescience de Dieu est exhaustive et complète, alignant sa certitude avec la liberté d'action humaine.

#### Vue philosophique sur le libre arbitre
L'arminianisme s'aligne avec le théisme classique du libre arbitre, adoptant une position incompatibiliste. Il affirme que le libre arbitre essentiel à la responsabilité morale est fondamentalement incompatible avec le déterminisme. Dans la théologie arminienne, les êtres humains possèdent un libre arbitre libertarien, ce qui fait d'eux la source ultime de leurs choix et leur accorde la capacité de choisir autrement. Ce cadre philosophique soutient le concept de providence divine où Dieu peut superviser et influencer sa création. Il autorise aussi l'idée d'un contrôle absolu de Dieu sur les actions humaines, tant que ce contrôle n'implique pas la responsabilité humaine,.

#### Vue spirituelle sur le libre arbitre
L’arminianisme soutient que tous les êtres humains sont, au départ, privés du Saint-Esprit et se trouvent par conséquent dans un état moral de dépravation totale,. Dans cet état, le libre arbitre humain est incapable de choisir le bien spirituel sans l’aide de la grâce divine,. Arminius croyait probablement que chaque personne naît dans cette condition déchue parce qu'Adam, en tant que représentant de l'humanité, a péché contre Dieu ; une perspective ultérieurement partagée par plusieurs arminiens éminents. Ainsi, comme Augustin, Luther et Calvin, Arminius convenait que le libre arbitre humain est spirituellement « captif » et « asservi,. » D'autre part, grâce à l'action de la grâce prévenante, le libre arbitre humain peut être « libéré », c'est-à-dire qu'il peut être restauré avec la capacité de choisir le bien spirituel, en particulier la capacité d'accepter l'appel de Dieu au salut.

#### Portée et nature de l'expiation

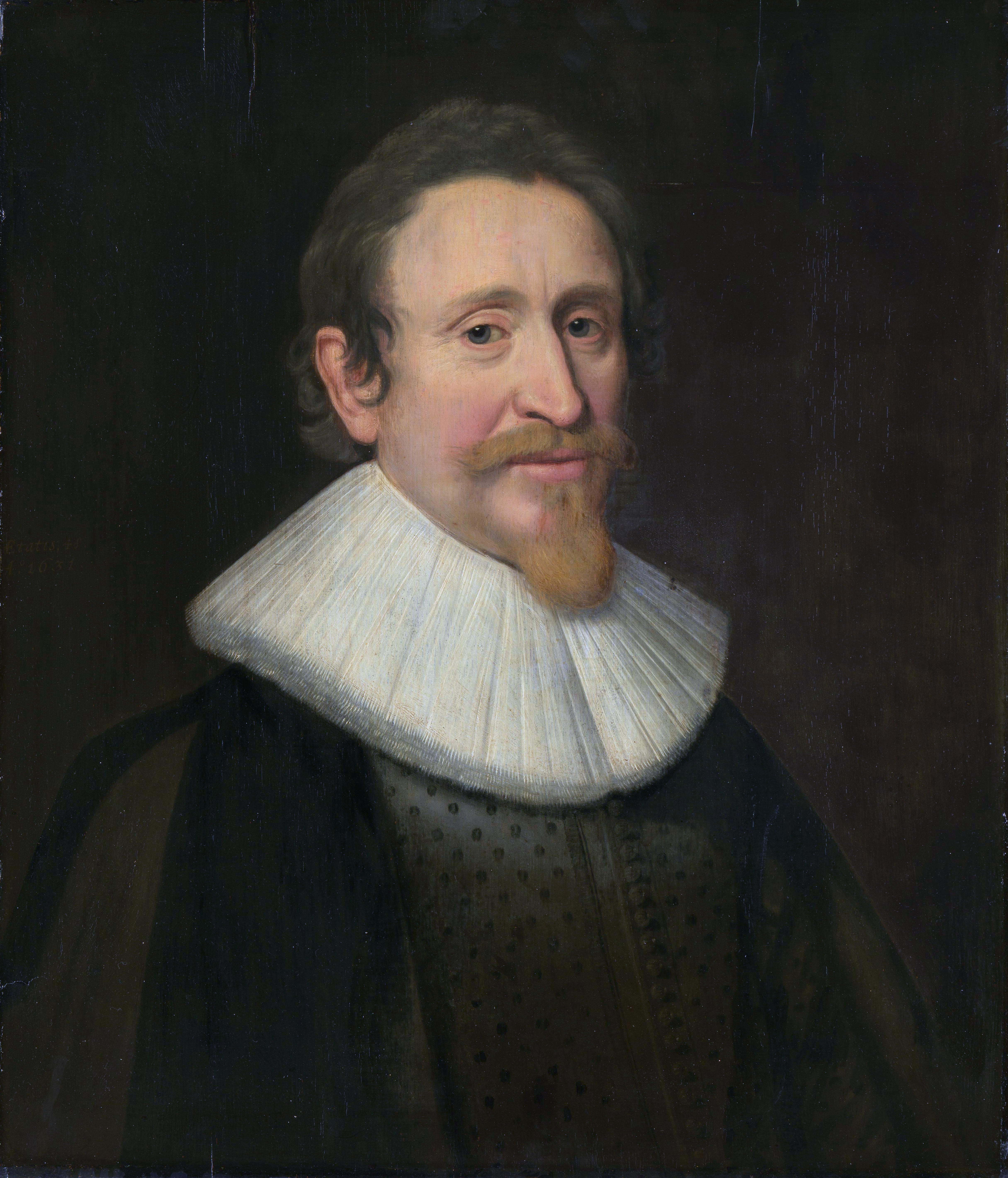
Michiel Jansz. van Mierevelt, Hugo de Groot (1583-1645), 1631.

L'expiation est destinée à tous : La mort de Jésus, fut pour le monde entier, Jésus attire tout le monde vers lui et tout le monde a la possibilité de recevoir le salut par la foi.
La mort de Jésus satisfait la justice de Dieu : La peine pour les péchés des élus est intégralement payée par l’œuvre de Jésus à la croix. Ainsi, l'expiation de Christ est destinée à tous, mais nécessite que la foi soit effective. Arminius déclare que : « la justification, lorsqu'elle caractérise l'acte de jugement, est soit une pure imputation de justice miséricordieuse […] soit l'homme est justifié devant Dieu […] selon la rigueur de la justice sans aucun pardon ». La justification est donc vue à travers la miséricorde par l'imputation de la justice. Bien que non définie de manière rigide, cette vision suggère que la justice du Christ est attribuée aux croyants, soulignant que l'union avec le Christ (conditionnée par la foi) leur transfère sa justice,.
L'arminianisme affirme le paiement substitutif de Jésus pour les péchés dont les effets sont limités aux élus seuls. Arminius croyait en la nécessité et la suffisance de l'expiation du Christ par substitution pénale. Hugo Grotius a enseigné qu'elle était satisfaite d'une manière gouvernementale. Les arminiens ont pu se positionner historiquement selon l'une ou l'autre vue.

#### Conversion de l'homme
Dans l’arminianisme, Dieu initie le processus de salut en offrant sa grâce, communément appelée « grâce prévenante », à tous les individus. Cette grâce agit en chacun, les attirant vers l'Évangile et leur permettant une foi sincère, menant à la régénération. Elle fonctionne selon une relation dynamique d’influence et de réponse, permettant à chaque individu de l’accepter ou de la rejeter librement,. Ainsi, la conversion est décrite comme un « synergisme initié par Dieu ».

#### Élection de l'homme
L'élection est conditionnelle : Arminius a défini l'élection comme « le décret de Dieu par lequel, de lui-même, depuis l'éternité, il a décrété qu'il fallait justifier en Christ, les croyants, et les accepter pour la vie éternelle ». Dieu seul détermine qui sera sauvé et sa détermination est que tous ceux qui croient en Jésus par la foi seront justifiés. Selon Arminius, « Dieu ne considère personne en Christ, seulement si établis en lui par la foi. »
Dieu prédestine les élus à un avenir glorieux : La prédestination n'est pas la prédétermination de qui va croire, mais plutôt la prédétermination de l'héritage futur du croyant. Les élus sont donc prédestinés à la filiation par l'adoption, la glorification et la vie éternelle.

#### Préservation de l'homme
Selon des considérations eschatologiques, Jacobus Arminius et les premiers remontrants, incluant Simon Episcopius croyaient au feu éternel où les réprouvés sont jetés par Dieu au jour du jugement.
Vis-à-vis de ses considérations, la préservation est conditionnelle : Tous les croyants sont pleinement assurés du salut à la condition de rester en Christ. Le salut est conditionné par la foi, donc la persévérance est également conditionnée. Arminius croyait que les Écritures enseignent que les croyants sont gracieusement investis du pouvoir du Christ et du Saint-Esprit « pour lutter contre Satan, le péché, le monde et leur propre chair, et pour remporter la victoire sur ces ennemis ». En outre, Christ et l'Esprit sont toujours présents pour aider et assister les croyants à travers diverses tentations. Néanmoins, cette sécurité n'est pas inconditionnelle mais conditionnelle : « pourvu qu'ils [les croyants] soient préparés pour la bataille, implorent son aide et soient persévérants, Christ les préserve de la chute »,.

#### Possibilité d'apostasie

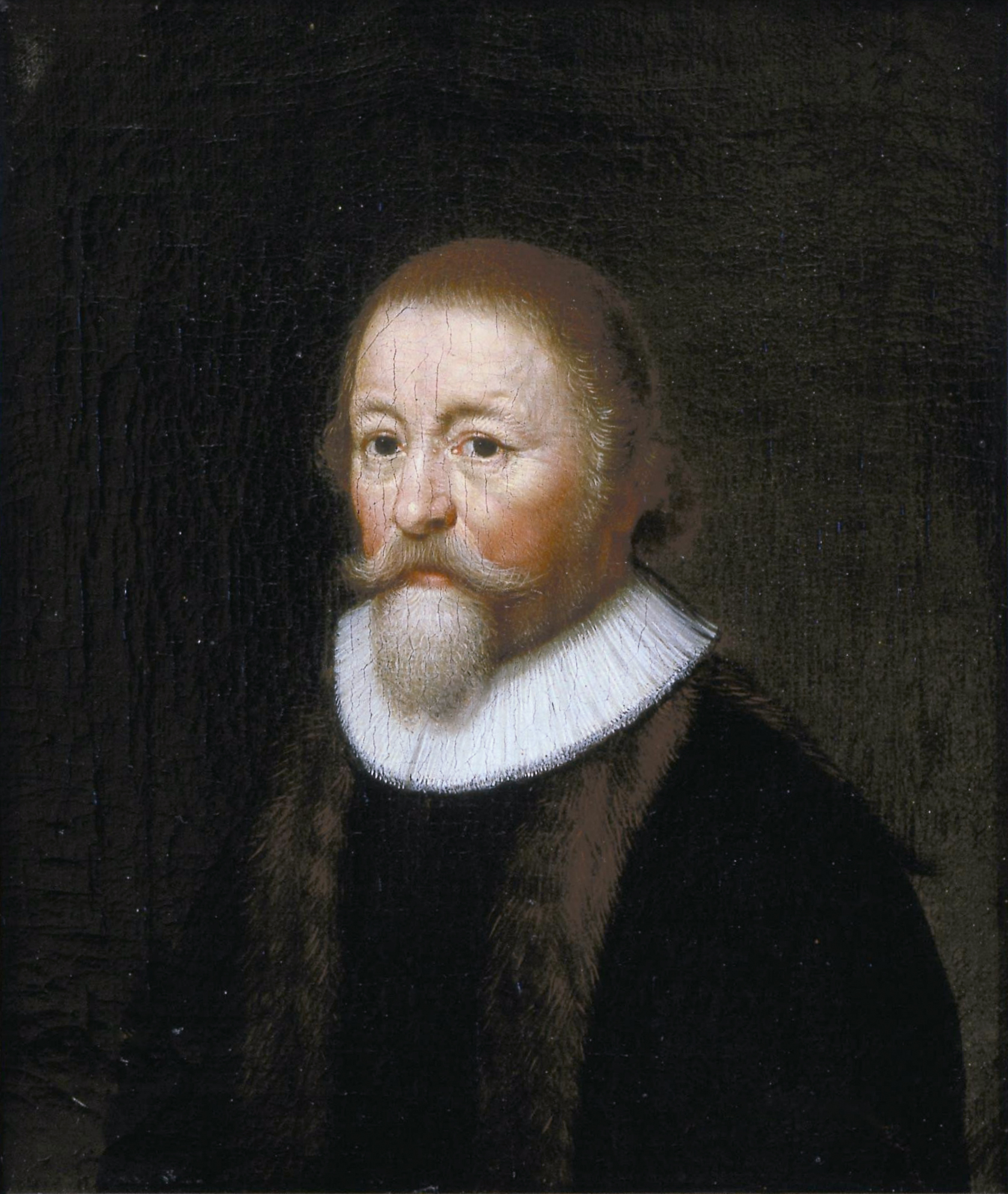
Anonyme, Simon Episcopius, 1743.

Arminius pensait qu'un croyant peut apostasier. Pourtant sur la période de temps ou il s'exprima sur ce sujet, il le fit parfois avec circonspection par égards pour la foi de ses lecteurs,. En 1599 il déclara que cette question devait être approfondie dans les Écritures. Arminius a aussi déclaré dans sa Déclaration de sentiments (1607) : « Je n'ai jamais enseigné qu'un vrai croyant peut, totalement ou finalement, se détourner de la foi et périr; cependant, je ne cacherai pas qu'il existe des passages de l'Écriture qui me paraissent revêtir cet aspect, [...]».
Néanmoins dans ses autres écrits, il exprima sa certitude concernant la possibilité d'apostasie : Arminius écrivit en ca. 1602 qu'une personne intégrée à l'église pouvait résister à l'œuvre de Dieu et que la sécurité d’un croyant reposait uniquement sur son choix de ne pas abandonner leur foi.,. Il a soutenu que l’alliance de Dieu n’éliminait pas la possibilité de chute, mais fournissait un don de crainte pour empêcher les individus de faire défection, tant que ceux-ci prospéraient dans leurs cœurs.. Il a ensuite enseigné que si le roi David était mort dans ses péchés, il aurait été perdu,. En 1602, Arminius écrivit que « Un membre croyant du Christ peut devenir paresseux, céder au péché et mourir progressivement, cessant d'être un membre. »
Pour Arminius, certaines types de péchés sont capables de faire chuter un croyant, en particulier le péché motivé par la malice,. En 1605, Arminius écrivit : « Mais il est possible pour un croyant de tomber dans un péché mortel, comme on le voit avec David. Par conséquent, il peut tomber et à ce moment s'il mourrait, il serait condamné ». Les spécialistes observent qu'Arminius identifia clairement deux voies vers l'apostasie : 1. le « rejet », ou 2. le « péché malicieux »,. Il suggérait que, à proprement parler, les croyants ne pouvaient pas directement perdre leur foi mais pouvaient cesser de croire et ainsi tomber,,.
Après la mort d'Arminius en 1609, ses partisans écrivirent une Remontrance (1610) en se basant assez littéralement sur sa Déclaration de sentiments (1607) qui exprimait la prudence sur la possibilité d'apostasie. En particulier le cinquième article indiquait la nécessité d'une étude plus approfondie sur cette question,. Cependant, entre 1610 et la procédure officielle du synode de Dordrecht (1618), les remontrants furent eux-mêmes pleinement convaincus que les Écritures enseignent que le vrai croyant est capable de se détacher de la foi et de périr éternellement en tant qu'incroyant. Ils formalisèrent leurs points de vue dans l'Opinion des remontrants (1618) qui fut leur position officielle durant le Synode de Dordrecht,. Plus tard, ils exprimèrent cette même position dans la Confession de foi des remontrants (1621).

#### Irrémédiabilité de l'apostasie
Arminius soutenait que si l'apostasie provient d'un péché « malveillant », alors elle est pardonnable,. Par contre si elle provient d'un « rejet » elle ne peut l'être. Les remontrants, suivant Arminius, croyaient que l'apostasie n'est pas irrémédiable en général. Toutefois, d'autres arminiens classiques tels les baptistes libres enseignent que l'apostasie est irrémédiable,.

### Arminianisme wesleyen

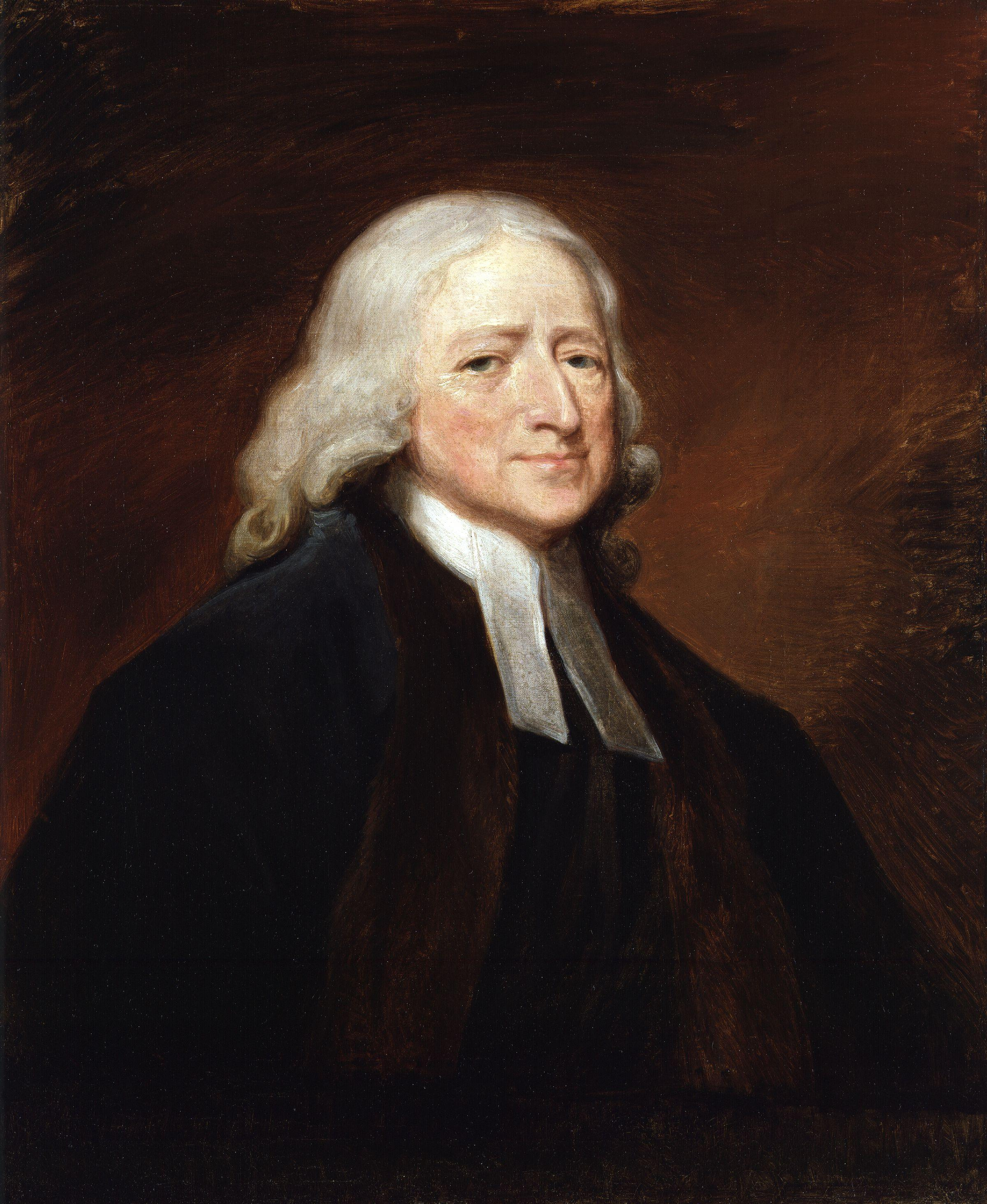
George Romney, John Wesley, s.d.

#### Aspect distinctif
John Wesley était entièrement d'accord avec la grande majorité de ce qu'Arminius enseignait. L'arminianisme wesleyen est de l'arminianisme classique additionné du perfectionnisme wesleyen,,.

#### Nature de l'expiation
La vision de l'expiation de Wesley est soit comprise comme un hybride de substitution pénale et de la théorie gouvernementale, ou elle est vue uniquement comme substitution pénale,,. Historiquement, les arminiens wesleyens ont adopté soit la théorie pénale, soit la théorie gouvernementale de l'expiation.

#### Justification et sanctification
Dans la théologie wesleyenne, la justification est comprise comme le pardon des péchés plutôt que comme une déclaration de justice intrinsèque. La justice est atteinte par la sanctification, qui implique la recherche de la sainteté dans sa vie. Wesley enseignait que la justice imputée, qui fait référence à la justice créditée à un croyant par la foi, doit se transformer en justice impartie, où cette justice devient évidente dans la vie du croyant.

#### Perfection chrétienne
Wesley enseignait qu'à travers le Saint-Esprit, les chrétiens peuvent atteindre un état de perfection pratique, parfois appelé sanctification complète, caractérisé par l'absence de péché volontaire. Cet état implique d'incarner l'amour de Dieu et du prochain. Cela ne signifie pas être exempt de toutes erreurs ou tentations, car les chrétiens perfectionnés ont encore besoin de demander pardon et de s'efforcer d'atteindre la sainteté. En fin de compte, la perfection dans ce contexte concerne l'amour, et non une perfection absolue.

#### Préservation et apostasie de l'homme
Wesley croyait que de véritables chrétiens pouvaient apostasier. Il soulignait que le péché seul ne mène pas à cette perte ; au contraire, un péché non confessé prolongé et une apostasie délibérée peuvent entraîner une chute permanente de la grâce. Cependant, il croyait que cette apostasie n'était pas irrémédiable.

### Variante de l'élection collective
La majorité des arminiens pensent que l’élection est individuelle et repose sur la prescience de la foi par Dieu. En revanche, la perspective de l’élection collective affirme que Dieu n’a pas choisi des individus, mais l’Église croyante pour le salut. Jésus est le seul élu, et les individus deviennent élus en étant « en Christ » par la foi,. Cette vision s’appuie sur l’Ancien Testament, où l'identité vient de l'appartenance à un groupe plus que de l’individualité.

## Arminianisme et autres points de vue

### Divergences avec le pélagianisme
Le pélagianisme est une doctrine qui nie le péché originel et sa conséquence de la dépravation totale. Ceci n'est pas le cas de l'arminianisme, que cela soit celui d'Arminius ou de Wesley. Arminius affirme que l'état fondamental de l'homme est tel qu'il ne peut pas être juste, comprendre Dieu ou chercher Dieu. Arminius a notamment déclaré : « Dans son état pécheur, l’homme n’est pas capable, par lui-même, de penser, vouloir ou faire ce qui est vraiment bon. », « Je tiens l’énoncé suivant comme étant faux : « Si un homme le veut, il peut croire ou ne pas croire. » Si mes détracteurs supposent que je possède des opinions dont on peut déduire cette affirmation, pourquoi ne citent-ils pas mes propres mots ? ». En fait, Arminius a qualifié le pélagianisme de « grand mensonge » et a déclaré « que je déteste de tout mon cœur les conséquences [de cette théologie] ». L'association du pélagianisme à la doctrine d'Arminius est considérée comme diffamatoire, et les arminiens rejettent toute accusation de pélagianisme,.

### Divergences avec le semi-pélagianisme
« Le semi-pélagianisme soutient que la foi est initiée par la volonté humaine, tandis que sa continuation et son accomplissement dépendent de la grâce de Dieu,, ce qui lui vaut l’appellation de « synergisme initié par l’homme ». En revanche, l’arminianisme classique et wesleyen affirment que la grâce prévenante de Dieu initie le processus de salut,, une position parfois appelée « semi-augustinienne » relative à un « synergisme initié par Dieu »,. Après la Réforme, les théologiens réformés ont souvent catégorisé à la fois le « synergisme initié par l’homme » et le « synergisme initié par Dieu » comme des formes de « semi-pélagianisme », ce qui a parfois conduit à la croyance erronée que l’arminianisme était aligné avec le semi-pélagianisme,.

### Divergences avec le calvinisme
Le calvinisme et l'arminianisme, bien qu’ils partagent des racines historiques et de nombreux points doctrinaux, divergent de manière significative sur les concepts de prédestination et d'élection divines. Certains considèrent ces différences comme fondamentales, tandis que d'autres les voient comme des distinctions relativement mineures au sein du cadre plus large de la théologie chrétienne.

### Divergences avec le théisme ouvert
La doctrine du théisme ouvert affirme que Dieu est omniprésent, omnipotent et omniscient, mais diffère de l'arminianisme quant à la nature de l'avenir. Les théistes ouverts affirment que l'avenir n'est pas complètement déterminé (ou « réglé ») parce que les gens n'ont pas encore pris leur libre décision. Dieu connaît donc l'avenir en partie en termes de possibilités (actions libres de l'homme) plutôt que seulement en certitudes (événements divinement déterminés). Certains arminiens rejettent le théisme ouvert, le considérant comme une distorsion de l'arminianisme traditionnel. Ils pensent qu'il s'éloigne de l'arminianisme classique vers la théologie du processus. D'autres le considèrent comme une perspective alternative valable au sein du christianisme, même s'il ne s'aligne pas sur la doctrine arminienne.

### Citations
1. 1 2  Olson 2014, p. 1.
2. ↑  Smith 2010, p. 147.
3. 1 2  Sutton 2012, p. 86.
4. 1 2  Bangs 1985, p. 170.
5. ↑  Bender 1953.
6. ↑  Olson 2013b.
7. ↑  Guggisberg et Gordon 2017, p. 242.
8. ↑  Guggisberg et Gordon 2017, p. 242-244.
9. ↑  Chastel 1882, p. 365.
10. ↑  Wynkoop 1999, p. 44.
11. ↑  Armogathe 2008, p. 295.
12. 1 2 3 4  Léchot 2018, chap. 1.2.
13. ↑  Baubérot 2015.
14. ↑  Stanglin et McCall 2021, p. 29.
15. ↑  Wynkoop 1999, p. 55.
16. ↑  Sutto 1985, p. 29.
17. ↑  Sutto 1985, p. 29-30.
18. ↑  Flour 1889, p. 49-50.
19. ↑  Loughlin 1907.
20. ↑  Oppenraaij 1906, p. 221.
21. ↑  Oppenraaij 1906, p. 222.
22. ↑  Wynkoop 1999, p. 56. « Cent deux calvinistes orthodoxes hollandais étaient membres officiels de la conférence à laquelle participaient aussi 28 délégués de pays étrangers. Treize représentants arminiens étaient présents, mais ils étaient prisonniers d'état, condamnés pour trahison à cause de leurs idées sur la théologie et sur la tolérance pour tout ce qui concerne les affaires de l'Église et de l'État ; de ce fait, ils ne disposaient ni du droit de parole ni de vote. Dès lors, les cinq points du calvinisme furent unanimement déclarés représenter la position du calvinisme officielle, tandis que les cinq points des Remontrants furent déclarés hérétiques. »
23. ↑  Armogathe 2008, p. 296.
24. 1 2 3 4 5  Heron 1999, p. 128.
25. 1 2 3  Olson 2009, p. 23.
26. ↑  Tyacke 1990, ., p. 24.
27. 1 2 3 4 5 6 7  McClintock et Strong 1880.
28. ↑  Tyacke 1990, p. 245. « Parmi les différents termes qui peuvent être utilisés pour décrire le changement religieux de l'époque, « arminianisme » parait le moins inapproprié. Néanmoins, cela ne signifie pas que le théologien néerlandais Jacobus Arminius était nécessairement à la source des idées ainsi étiquetées. Le terme arminianisme désigne plutôt un ensemble cohérent de pensées religieuses anti-calvinistes, qui gagnait du terrain dans diverses régions de l'Europe du début du XVIIe siècle. »
29. ↑  MacCulloch 1990, p. 94. « Si nous utilisons l'étiquette « arminien » pour les ecclésiastiques anglais, ce doit être avec ces importants critère à l'esprit [soit d'être lié à la théologie d'Arminius] ; « proto-arminien » serait autrement un terme plus approprié. »
30. ↑  Delumeau, Wanegffelen et Cottret 2012, p. 65-66.
31. ↑  Wallace 2011, p. 233. « Selon Edwards, ce n'est qu'après la Restauration que les opinions non calvinistes furent adoptées par de nombreux membres du clergé de l'Église d'Angleterre. Au premier rang de ceux qui rejetaient le calvinisme, il y avait les arminiens, et Edwards apparut sur la scène comme un défenseur du calvinisme contre l'arminianisme à une époque où c'étaient le plus souvent les dissidents qui le combattaient et attiraient l'attention sur le triomphe de l'arminianisme dans l'Église d'Angleterre ».
32. ↑  Gonzalez 2014, p. 225–226.
33. ↑  Torbet 1963, p. 37, 145, 507.
34. ↑  Gunter 2007, p. 78.
35. ↑  Gunter 2007, p. 66-68.
36. ↑  Keefer 1987, p. 89. « Ce que Wesley savait d'Arminius provenait de deux sources fondamentales. Tout d'abord, il acquit certaines connaissances sur Arminius par le biais des porte-parole des remontrants. [...] La deuxième source de théologie arminienne pour Wesley était l'Église anglaise dans son ensemble, en particulier les écrivains du XVIIe siècle. C'était de loin sa source principale [...]. »
37. 1 2  Gunter 2007, p. 82.
38. ↑  Gunter 2007, p. 77.
39. ↑  Gunter 2007, p. 81.
40. 1 2  Grider 1982, p. 55.
41. ↑  Grider 1982, p. 55-56.
42. ↑  Knight 2018, p. 115.
43. ↑  Grider 1982, p. 56.
44. ↑  Grider 1982, p. 53-55.
45. 1 2  Bounds 2011, ., p. 50.
46. ↑  Bounds 2011, p. 50. « Le mouvement américain de la sainteté, fortement influencé par le revivalisme de Charles Finney, a inculqué certaines de ses tendances semi-pélagiennes modérées à leurs prédicateurs et enseignants, [...] Cela a fourni de la matière aux critiques de la théologie wesleyenne, qu’ils dépeignirent plus large qu’elle ne l’était réellement. »
47. ↑  Knight 2010, p. 201.
48. ↑  Knight 2010, p. 5.
49. ↑  Olson 2009, p. 93.
50. ↑  Stanglin et McCall 2021, p. 240. « [L]es dénominations spécifiquement pentecôtistes telles que les Assemblées de Dieu, fondées en 1914, sont restées largement arminiennes en ce qui concerne les questions de grâce libre et résistible et de choix dans le salut [...] ».
51. ↑  Studebaker 2008, p. 54. « La théologie pentecôtiste adopte généralement une structure arminienne/wesleyenne de l'« ordos salutis » [...]. »
52. ↑  AG 2017.
53. ↑  Olson 2014, p. 2-3. « Le méthodisme, sous toutes ses formes (y compris celles qui ne portent pas ce nom), a tendance à être arminien. (Des églises méthodistes calvinistes ont existé. Elles ont été fondées par des disciples de l'évangéliste partenaire de Wesley, George Whitefield. Mais, autant que je sache, elles se sont toutes éteintes ou ont fusionné avec des dénominations traditionnellement réformées-calvinistes.) Les dénominations officiellement arminiennes incluent celles qui appartiennent à la tradition dite de « sainteté » (par exemple, l'église du Nazaréen) et à la tradition pentecôtiste (par exemple, les assemblées de Dieu). L'arminianisme est aussi la croyance commune des baptistes du libre arbitre (également appelés baptistes généraux). De nombreuses églises de frères [anabaptistes-piétistes] sont également arminiennes. Mais on peut trouver des arminiens dans beaucoup de dénominations qui ne sont pas historiquement officiellement arminiennes, comme de nombreuses conventions / conférences baptistes. »
54. ↑  Akin 1993. « Dans les milieux protestants, il existe deux camps majeurs en matière de prédestination : le calvinisme et l’arminianisme. Le calvinisme est courant dans les églises presbytériennes, réformées et baptistes. L'arminianisme est courant dans les églises méthodistes, pentecôtistes et baptistes. »
55. ↑  Dorner 2004, p. 419. « Par son opposition au prédestinianisme, l'arminianisme possède une certaine similitude avec la doctrine luthérienne, dans la forme que celle-ci prenait de plus en plus au XVIIe siècle, bien que cette similitude soit plutôt superficielle. »
56. 1 2 3 4  Olson 2012.
57. ↑  Sutton 2012, p. 56. « Il est intéressant de noter que l'anabaptisme et l'arminianisme sont similaires à certains égards. Underwood a écrit que le mouvement anabaptiste a anticipé Arminius d'environ un siècle en ce qui concerne sa réaction contre le calvinisme. »
58. 1 2 3  Olson 2014, p. 2–3.
59. 1 2 3 4  Olson 2009, p. 87.
60. ↑  SBC 2000, chap. 5.
61. ↑  Harmon 1984, p. 17–18, 45–46.
62. ↑  Walls et Dongell 2004, p. 12–13, 16–17.
63. ↑  Walls et Dongell 2004, p. 7–20.
64. 1 2  Stanglin et McCall 2021, p. 241.
65. ↑  Akin 1993, ..
66. ↑  Gause 2007. « Les pentecôtistes sont presque universellement wesleyens-arminiens plutôt que calvinistes/réformés, avec de rares exceptions parmi les charismatiques. »
67. ↑  Olson 2009, p. 21.
68. ↑  Plus 1982, p. 1.
69. ↑  Pinson 2011, p. 7.
70. ↑  Olson 2009, p. 24.
71. 1 2 3  Olson 2009, p. 25.
72. ↑  Olson 2009, p. 26.
73. ↑  Olson 2009, p. 28.
74. 1 2 3  Driscoll 2013, p. 299.
75. 1 2  Olson 2009, p. 29.
76. ↑  Keathley 2014, p. 716.
77. 1 2  Keathley 2014, p. 749.
78. ↑  Kirkpatrick 2018, p. 118.
79. ↑  Stegall 2009, n. 8, p. 485.
80. ↑  Wilson 2017, n. 30, p. 10.
81. ↑  Stanglin et McCall 2012, p. 125.
82. ↑  Olson 2009, p. 47.
83. ↑  Marberry 1998, p. 30.
84. ↑  Osborne, Trueman et Hammett 2015, p. 134. « [...] Perspective wesleyenne-arminienne d'Osborne. »
85. ↑  Bounds 2011, p. 32–33.
86. ↑  Schaff 1997, § 173. « En anthropologie et en sotériologie [Lactance] suit le synergisme qui, jusqu'à Augustin, était presque universel. »
87. ↑  Wiley 1941, p. 234-235. « Augustin lui-même a d’abord défendu clairement cette position [synergique], mais, dans sa controverse avec les Pélagiens, il a adopté un système strictement monergiste. Il soutenait l’incapacité totale de l’homme à accomplir de bonnes œuvres et, par conséquent, jusqu’à ce que l’individu soit régénéré, il n’avait aucun pouvoir pour exercer la foi. La grâce, dès lors, était accordée uniquement aux élus par l’appel efficace, et l’expiation limitée à ceux pour qui elle était réellement efficace. Avant cette époque, le synergisme avait été la théorie dominante, c’est-à-dire que l’individu, dans sa restauration après le péché, coopère avec Dieu au moyen d’une grâce universellement offerte comme un don gratuit, de telle manière que cette coopération conditionne le résultat. »
88. ↑  Puchniak 2008, p. 124.
89. ↑  Barrett 2013, p. xxvii. « [Le] monergisme humaniste est la perspective de Pélage et du pélagianisme. »
90. ↑  Peterson et Williams 2004, p. 36. « [Le] monergisme humaniste de Pélage. »
91. ↑  Teselle 2014, p. 6.
92. ↑  Rogers 2004, p. 1.
93. ↑  Barrett 2013, ., p. xxvii. « [Le] monergisme divin est la perspective d'Augustin et des augustiniens. »
94. ↑  James 1998, p. 103. « Si l'on demande si la double prédestination est une implication ou un développement logique de la doctrine d'Augustin, la réponse doit être affirmative. »
95. ↑  Levering 2011, p. 37.
96. ↑  Olson 1999, p. 281.
97. 1 2  Stanglin et McCall 2012, p. 160.
98. ↑  Barrett 2013, .., p. xxvii. « [Le] synergisme initié par l'homme est la perspective du semi-pélagianisme. »
99. ↑  Denzinger 1954, ch. Second concile d'Orange, art. 5-7.
100. ↑  Pickar 1981, p. 797.
101. ↑  Cross 2005, p. 701.
102. ↑  Olson 2009, p. 81.
103. ↑  Stanglin et McCall 2012, p. 153.
104. 1 2 3  Bounds 2011, p. 39–43.
105. ↑  Oakley 1988, p. 64.
106. ↑  Thorsen 2007, ch. 20.3.4.
107. 1 2  Barrett 2013, ..., p. xxvii. « [Le] synergisme initié par Dieu est la perspective des semi-augustiniens. »
108. ↑  Denzinger 1954, ch. Second Concile d'Orange, art. 199. « Non seulement nous ne croyons pas que certains aient été véritablement prédestinés au mal par la puissance divine, mais aussi avec toute exécration, nous prononçons l'anathème contre ceux qui, s'il en est, voudraient croire en un mal si grand. »
109. ↑  Bounds 2011, p. 39-43.
110. ↑  Keathley 2014, chap. 12, p. 703.
111. ↑  Magnusson 1995, p. 62.
112. ↑  Olson 2014, p. 6.
113. ↑  Forlines 2001, p. xvii.
114. ↑  Stanglin et McCall 2021, p. 6-7.
115. ↑  Olson 2009, p. 16, 17, 200.
116. ↑  Wynkoop 1967, p. 61-69.
117. ↑  Episcopius et Ellis 2005, p. 8. « Episcopius fut singulièrement responsable de la survie du mouvement remontrant après le synode de Dort. Nous pouvons à juste titre le considérer comme le fondateur théologique de l'arminianisme. En effet, il a développé et systématisé des idées qu'Arminius explorait avant de mourir, il a ensuite perpétué cette théologie en fondant le séminaire des remontrants et aussi enseigné la génération suivante de pasteurs et d'enseignants. »
118. ↑  Rohls 2005, p. 197.
119. ↑  Pinson 2002, p. 137.
120. ↑  Vickers 2009, p. 84.
121. ↑  Reasoner 2000, p. 1.
122. ↑  Stanglin et McCall 2012, p. 190. « Ces points [de remontrance] sont cohérents avec les vues d'Arminius ; en fait, certains sont textuellement tirés de sa « Déclaration de sentiments ».
123. ↑  Forlines 2011.
124. ↑  Olson 2009, ..
125. ↑  Picirilli 2002, p. 1.
126. ↑  Pinson 2002, p. 149-150.
127. ↑  Pinson 2003, p. 135, 139.
128. ↑  Olson 2009, p. 90-91.
129. ↑  Olson 2013. « La base de l’arminianisme est l’amour de Dieu. Le conflit fondamental entre le calvinisme et l’arminianisme n’est pas la souveraineté, mais le caractère de Dieu. Si le calvinisme est véridique, Dieu est l’auteur du péché, du mal, de la souffrance innocente et de l’enfer […] Laissez-moi le répéter : La question la plus fondamentale n’est pas la providence, la prédestination ou la souveraineté de Dieu. La question la plus fondamentale est le caractère de Dieu.»
130. ↑  Olson 2014, p. 11.
131. ↑  Olson 2010, « L'arminianisme classique ne dit PAS que Dieu n'interfère jamais avec le libre arbitre. Il dit que Dieu ne décrète ou ne rend jamais certain le mal. […] Un arminien PEUT croire en la dictée divine des Ecritures et ne pas violer ses croyances arminiennes. […] L'arminianisme n'affectionne pas spécialement le libre arbitre comme si cela était central en soi. Les arminiens classiques se sont mis en quatre (à commencer par Arminius lui-même) pour préciser que nos seules raisons de croire au libre arbitre EN TANT QU'ARMINIENS sont […] 1) pour éviter de faire de Dieu l'auteur du péché et du mal, et 2) rendre claire la responsabilité humaine dans le péché et le mal. ».
132. ↑  Olson 2018c, « Qu'est-ce que l'arminianisme? A) La croyance que Dieu se limite lui-même en donnant à l'homme le libre arbitre pour s'opposer à sa volonté parfaite de sorte que Dieu ne conçoivent ou n'ordonne le péché ou le mal (ou leurs conséquences telles que la souffrance innocente); B) La croyance que, bien que les pécheurs ne puissent pas obtenir seuls le salut, sans la «grâce prévenante» » (grâce habilitante), Dieu rend le salut possible pour tous par Jésus Christ et offre le salut gratuit à tous au travers de l'Évangile. « A » est appelé « providence limitée », « B » est appelé « prédestination par prescience »..
133. ↑  Picirilli 2002, p. 40.
134. ↑  Olson 2008, p. 149. « Le théisme classique du libre arbitre est la forme de ce modèle que l'on trouve implicitement, voire explicitement, chez les premiers pères de l'Église grecque ancienne, ainsi que chez la plupart des théologiens chrétiens médiévaux […] Le théisme classique du libre arbitre décrit le libre arbitre comme incompatible avec le déterminisme. »
135. ↑  Olson 2009, p. 20.
136. ↑  Olson 2009, p. 115-119.
137. ↑  Olson 2008, p. 151. « Occasionnellement, Dieu suspend le libre arbitre par une intervention qui force pratiquement une personne à décider ou à agir d'une certaine manière. »
138. ↑  Olson 2014, p. 8. « L'arminianisme ne comporte aucun dogme spécifique sur la question de savoir si Dieu manipulerait la volonté des hommes et dans quelle mesure, en vue de la réalisation de ses plans (par exemple, la rédaction des Écritures). »
139. ↑  Olson 2009, p. 55-56.
140. ↑  Wiley 1941, p. 123-124. « Le péché originel doit être considéré comme une privatio, ou une privation de l’image de Dieu. [...] Arminius l’appelle « une privation de l’image de Dieu », mais il explique cette privation comme (1) la perte du don du Saint-Esprit ; et (2) en conséquence, la perte de la justice originelle. La dépravation est donc “une dépravation découlant d’une privation”. À cette privation est également liée une réalité positive du mal, qui résulte de la perte de l’image de Dieu. »
141. ↑  Picirilli 2002, p. 42–43, 59-.
142. ↑  Pinson 2002, p. 146–147.
143. ↑  Grider 1994, chap. 10, "The Representative Theory".
144. ↑  Olson 2009, p. 142-145.
145. ↑  Arminius 1853a, p. 526. « [Suite à la chute], le libre-arbitre de l’homme envers le véritable bien n’est pas seulement blessé, estropié, infirme, tordu et affaibli ; mais il est aussi captif, détruit et perdu. Et ses forces ne sont pas seulement affaiblies et inutiles à moins qu’elles ne soient assistées par la grâce, mais il n’a aucune sorte de forces à l’exception de celles suscitées par la grâce divine. »
146. 1 2  Olson 2009, p. 142.
147. ↑  Picirilli 2002, p. 153.
148. ↑  Arminius 1853c, p. 316.
149. ↑  Arminius 1853c, p. 454.
150. ↑  Pinson 2002, p. 140. « Arminius ne voyait que deux façons possibles de justifier le pécheur : (1) par notre adhésion absolue et parfaite à la loi, ou (2) uniquement par l'imputation divine de la justice de Christ. »
151. 1 2 3 4 5  Gann 2014.
152. ↑  Forlines 2011, p. 403. « Sur la condition de la foi, nous sommes placés en union avec Christ. Sur la base de cette union, nous recevons sa mort et sa justice ».
153. ↑  Pinson 2002, p. 140 et suiv..
154. ↑  Picirilli 2002, p. 132.
155. ↑  Olson 2009, ., p. 224.
156. ↑  Picirilli 2002, p. 154 et suiv.. « [E]n réalité, cette grâce est si proche de la régénération qu'elle conduit inévitablement à la régénération si on ne lui résiste finalement pas ».
157. ↑  Forlines 2001, p. 313–321.
158. 1 2  Arminius 1853c, p. 311.
159. ↑  Pawson 1996, p. 109 et suiv..
160. ↑  Arminius 1853c, p. 376. « D'abord, vous dites, cela est vrai, que le feu de l'enfer est la punition ordonnée pour le péché et la transgression de la loi. »
161. ↑  Episcopius et Ellis 2005, ch. 20, point 4.
162. ↑  Picirilli 2002, p. 203.
163. ↑  Arminius 1853b, p. 219-220.
164. ↑  Arminius 1853b, p. 465, 466. Cela semble correspondre aux autres déclarations d’Arminius sur la nécessité de persévérance dans la foi. Par exemple: « Dieu décide de recevoir favorablement ceux qui se repentent et croient, et de sauver en Christ, à cause de Christ et par Christ, ceux qui persévèrent [dans la foi], mais de laisser sous le péché et la colère ceux qui sont impénitents et les incroyants, et de les condamner en tant qu'étrangers à Christ. »
165. ↑  Arminius 1853c, p. 412, 413. « [Dieu] veut que ceux qui croient et persévèrent dans la foi soient sauvés, mais que ceux qui sont incrédules et impénitents restent condamnés. »
166. ↑  Stanglin et Muller 2009.
167. ↑  Cameron 1992, p. 226.
168. 1 2  Grider 1982, ., p. 55-56. « Arminius a utilisé un procédé ingénieux pour enseigner [la possibilité de l'apostasie], afin de ne pas sembler s'opposer de front et imprudemment à la doctrine de la sécurité éternelle du calvinisme. Il admettait que les croyants ne pouvaient pas perdre la grâce salvatrice ; mais il ajoutait rapidement que les chrétiens pouvaient librement cesser de croire, et qu'alors ils perdraient cette grâce salvatrice. Ainsi, en un sens, les croyants ne peuvent pas rétrograder ; mais les chrétiens peuvent cesser de croire, et ensuite, en tant qu'incrédules (mais uniquement en tant qu'incrédules), ils perdent leur salut. »
169. ↑  Arminius 1853b, A Dissertation on the True and Genuine Sense of the Seventh Chapter of the Epistle to the Romans, p. 219-220. [1599]
170. ↑  Arminius 1853a, p. 665. William Nichols note : « Lors de la dernière conférence qu'il avait eue avec Gomarus [calviniste] devant les États de Hollande, Arminius avait à peu près le même propos modeste lorsqu'il avait été interrogé à ce sujet le 12 août 1609, deux mois avant sa mort. »
171. ↑  Oropeza 2000, p. 16. « Bien qu'Arminius ait nié avoir enseigné l'apostasie finale dans sa « Declaration of the Sentiments », dans Examination of the Treatise of Perkins on the Order and Mode of Predestination, il écrit « qu'une personne qui est « intégrée » à l'église du Christ peut résister à la suite du processus. S'agissant des croyants, « il peut suffire de les encourager, s'ils savent qu'aucun pouvoir ni aucune intelligence ne peuvent les déloger du rocher, à moins qu'ils ne renoncent de leur plein gré à leur position ».
172. ↑  Arminius 1853c, Examination of the Treatise of Perkins on the Order and Mode of Predestination, p. 455. [ca. 1602]
173. ↑  Arminius 1853c, Examination of the Treatise of Perkins on the Order and Mode of Predestination, p. 458. [ca. 1602] « [L'alliance de Dieu (Jérémie 23)] ne contient pas en elle-même une impossibilité de défection de Dieu, mais une promesse du don de la crainte, par laquelle ils seront empêchés de s'éloigner de Dieu aussi longtemps que cette crainte prospérera dans leurs cœurs. »
174. ↑  Arminius 1853c, Examination of the Treatise of Perkins on the Order and Mode of Predestination, p. 463-464. [ca. 1602]
175. ↑  Arminius 1853a, Disputation 25, on Magistracy, p. 667. [1602]
176. ↑  Stanglin 2007, p. 137.
177. ↑  Arminius 1853a, Letter to Wtenbogaert, trans. as "Remarks on the Preceding Questions, and on those opposed to them", p. 388. [1605]
178. ↑  Stanglin et McCall 2012, p. 190b.
179. ↑  Bangs 1960, p. 15.
180. ↑  Oropeza 2000, ., p. 16. « S'il existe une cohérence dans la position d'Arminius, il ne semble pas nier la possibilité d'une chute. »
181. ↑  Stanglin et McCall 2012, p. 190c.
182. ↑  Nérée 1624, Article 5, p. 428-429.
183. ↑  Schaff 2007, p. 545-549.
184. ↑  Picirilli 2002, p. 198. « Depuis cette époque, alors que la question fut de nouveau examinée, les arminiens enseignèrent que ceux qui sont vraiment sauvés doivent être mis en garde contre l'apostasie en tant que danger réel et possible. »
185. ↑  Nérée 1624, Sentence des remonstrants, Art. 5, Chap. 3-4, p. 227. Adapté de l'ancien français : « Les vrais croyants peuvent déchoir de la foi véritable et tomber dans des péchés tels qu’ils ne peuvent être compatibles avec une foi véritable qui justifie; non seulement il est possible que cela se produise, mais cela arrive même fréquemment. Les vrais croyants peuvent tomber par leur propre faute dans des actions honteuses et atroces, y persévérer et y mourir; et donc enfin tomber et périr. »
186. ↑  DeJong 1968, p. 220 et suiv..
187. ↑  Witzki 2010.
188. ↑  Stanglin et McCall 2012, p. 174.
189. ↑  Stanglin 2007, p. 139.
190. ↑  DeJong 1968, chap. 5.5, p. 220 et suiv..
191. ↑  Picirilli 2002, p. 204 et suiv..
192. ↑  Pinson 2002, p. 159.
193. ↑  Olson 2009, note 20, p. 189.
194. ↑  Sayer 2006, Chap. Wesleyan-Arminian theology. « L'arminianisme évangélique wesleyen consiste en l'association du concept de sainteté de Wesley et l'accent mis par l'arminianisme sur la sotériologie synergique. »
195. ↑  Pinson 2002, p. 227 et suiv.. « Wesley ne place pas l'élément subsidiaire principalement dans un cadre juridique […] mais plutôt [sa doctrine cherche] à établir une relation adéquate de « justice » entre l'amour de Dieu pour les personnes et la haine de Dieu pour le péché […] ce n'est pas tant la satisfaction d'une demande légale de justice qu'un acte de réconciliation par la médiation. »
196. ↑  Picirilli 2002, p. 104–105, 132–.
197. ↑  Olson 2009, p. 224. « Arminius ne croyait pas [en la théorie gouvernementale de l'expiation] pas plus que Wesley ou même tous ses disciples du XIXe siècle, encore moins les arminiens contemporains. »
198. ↑  Wood 2007, p. 67.
199. ↑  Olson 2009, .., p. 224.
200. ↑  Elweel 2001, p. 1268. « [Wesley] indique ce que n'est pas la justification. Ce n'est pas être réellement juste (cela, c'est la sanctification). Ce n'est pas être déchargé des accusations de Satan, de la loi, ni même de Dieu. Nous avons péché, donc l'accusation demeure. La justification implique le pardon, le pardon des péchés. [...] En fin de compte, pour le véritable wesleyen, le salut est complété par notre retour à la justice originelle. Cela se fait par l'œuvre du Saint-Esprit. »
201. ↑  Oden 2012, p. 88-89.
202. ↑  Wesley 1827, « A Plain Account of Christian Perfection », p. 66. « [La sanctification entière est] la pureté d'intention. »
203. ↑  Wesley 1827, « A Plain Account of Christian Perfection »., p. 66. « [La sanctification entière est] d'aimer Dieu de tout notre cœur et notre prochain comme nous-mêmes. »
204. ↑  Wesley 1827, « Of Christian Perfection », p. 45. « [M]ême la sainteté parfaite n’est acceptable pour Dieu que par Jésus-Christ. »
205. ↑  Pinson 2002, p. 239–240. « L'acte de commettre un péché n'est pas en soi un motif de perte du salut [...] la perte du salut est beaucoup plus liée à des expériences qui sont profondes et prolongées. Wesley voit deux voies principales qui pourraient aboutir à une chute permanente de la grâce : le péché non confessé et l'expression réelle de l'apostasie. »
206. ↑  Wesley et Emory 1835, "Un Appel aux Rétrogrades", p. 247. « Pas un, ou cent seulement, mais, j'en suis persuadé, plusieurs milliers. [...] Innombrables sont les exemples de ce genre, de ceux qui étaient tombés, mais qui se tiennent maintenant debout. »
207. ↑  Ridderbos 1997, p. 351. « [la certitude du salut] ne repose pas sur le fait que l'église appartient à un certain « nombre », mais qu'elle appartient à Christ, dès avant la fondation du monde. Cette certitude ne réside pas dans un décret caché, mais dans l'unité collective de Christ et de l'Église qui a appris à connaître l'Évangile et a appris à résider dans la foi. »
208. ↑  Walls et Dongell 2004, p. 76. « Le trait le plus frappant d'Éphésiens 1:3–2:10 est l'expression « en Christ », qui apparaît douze fois dans Éphésiens 1:3–14 […] cela signifie que Jésus-Christ lui-même est l'élu, le prédestiné. Chaque fois que quelqu'un est incorporé à lui par grâce à travers la foi, on en vient à partager le statut particulier de Jésus en tant qu'élu de Dieu. »
209. ↑  Barth 1974, p. 108. « L'élection en Christ doit être comprise comme l'élection du peuple de Dieu. Ce n'est qu'en tant que membre de cette communauté que les individus bénéficient des avantages du choix gracieux de Dieu. »
210. ↑  Abasciano 2005, p. 42-43.
211. ↑  Pinson 2002, p. 138–139.
212. ↑  Arminius 1853b, p. 192.
213. ↑  Arminius 1853a, p. 253.
214. ↑  Arminius 1853a, p. 366.
215. ↑  Arminius 1853b, p. 219. Le traité complet se trouve aux pages 196–452
216. ↑  Pawson 1996, p. 106.
217. ↑  Pawson 1996, p. 97–98, 106.
218. ↑  Picirilli 2002, p. 6 et suiv..
219. ↑  Keathley 2014, Chap. 12, p. 703.
220. ↑  Barrett 2013, .., p. xxvii. « [Le] synergisme initié par l’homme est la perspective du semi-pélagianisme. »
221. ↑  Schwartz et Bechtold 2015, p. 165.
222. ↑  Forlines 2011, p. 20–24.
223. ↑  Marko 2020, p. 772. « Ceux qui ne pensaient pas qu’une grâce prévenante était nécessaire pour la réponse humaine initiale ou qu’elle était résistible furent appelés semi-pélagiens par les protestants de la période post-réforme. »
224. ↑  Stanglin et McCall 2012, p. 62.
225. ↑  Olson 2009, p. 30-31, 40-43, 79-81.
226. ↑  Gonzalez 2014, p. 180.
227. ↑  Sanders 2007, Summary of Openness of God.
228. ↑  Picirilli 2002, p. 40, 59 et suiv.. Picirilli s'oppose tellement au lien entre arminianisme et théisme ouvert qu'il consacre une partie entière de son livre à ses objections
229. ↑  Walls et Dongell 2004, p. 45. « [L]e théisme ouvert va effectivement au-delà de l'arminianisme classique, vers la théologie du processus ».
230. ↑  Olson 2009, note 67, p. 199.

### Sources

#### En français
- Jean-Robert Armogathe, « Histoire des idées religieuses et scientifiques dans l’Europe moderne », Annuaire de l'École pratique des hautes études (EPHE), Section des sciences religieuses, vol. 115,‎ 2008, p. 293-297 (lire en ligne)
- Jean Baubérot, Dictionnaire de la Théologie chrétienne: Les Dictionnaires d’Universalis, Namur, Encyclopaedia Universalis, 2015 (lire en ligne), « Arminianisme », p. 216-220
- Etienne Chastel, Histoire du Christianisme depuis son origine jusqu'à nos jours, vol. 4, Paris, G. Fischbacher, 1882 (lire en ligne), « Chap. 5, II, 2., d. Prédestination », p. 358-379
- Henricus Denzinger, Symboles et définitions de la foi catholique, Paris, Cerf, 1996, 37e éd. (lire en ligne)
- Jean Delumeau, Thierry Wanegffelen et Bernard Cottret, Naissance et affirmation de la Réforme, Paris, Presses Universitaires de France, 2012, « Chapitre XII. Les conflits internes du protestantisme », p. 249-270
- Charles Flour, Etude historique sur l'arminianisme (thèse), Nimes, Impr. Clavel et Chastanier, 1889 (lire en ligne)
- Pierre-Olivier Léchot, Introduction à l'histoire de la théologie, Genève, Labor et Fides, 2018
- Richard Jean de Nérée, Actes du Synode national, tenu à Dordrecht, l'an 1618 et 1619, vol. 1, Leyden, Elsevir, 1624 (lire en ligne)
- Roger E. Olson, « En quoi le calvinisme est-il problématique ? », sur Blog de réflexion chrétien, 2013 (consulté le 1er juin 2019)
- Roger E. Olson, Questions fréquentes sur l’arminianisme [« Arminianism FAQ »], Franklin, TE, Seebed, 2014 (lire en ligne)
- Théodore van Oppenraaij, La doctrine de la prédestination: dans l'église réformée des Pays-Bas depuis l'origine jusqu'au synode national de Dordrecht en 1618 et 1619. Etude historique, Louvain, Joseph van Linthout, 1906 (lire en ligne)
- Vic Reasoner, « Une théologie de l'alliance arminienne » [« An Arminian Covenant Theology »], Fundamental Wesleyan Publishers, vol. 18, no 2,‎ 2000 (lire en ligne)
- Jan Rohls, « Autorité de l’État et de l’Église chez Hugo Grotius », Caliban, vol. 17,‎ 2005, p. 197-205 (lire en ligne)
- Claude Sutto, « Hugo Grotius et les questions religieuses », Canadian Journal of Netherlandic Studies, vol. 4, no 1,‎ 1985, p. 23–39 (lire en ligne)
- Mildred Bangs Wynkoop, Les Fondements de la théologie wesleyo-arminienne, Chennevière-sur-Marne, Maison des publications nazaréennes, 1999 (ISBN 978-1-56344-480-7)

#### En anglais
- (en) Brian J. Abasciano, Paul's Use of the Old Testament in Romans 9.1-9 : An Intertextual and Theological Exegesis, A&C Black, 2005 (présentation en ligne)
- (en) AG, « Assurance-Of-Salvation : Position paper », sur Assemblies of God, 2017 (consulté le 15 décembre 2021)
- (en) James Akin, « A Tiptoe Through Tulip », sur EWTN, 1993 (consulté le 15 juin 2019)
- (en) Jacobus Arminius, The Works of James Arminius, vol. Volume 1, Auburn, N.Y., Derby, Miller and Orton, 1853a (lire en ligne)
- (en) Jacobus Arminius, The Works of James Arminius, vol. Volume 2, Auburn, N.Y., Derby and Miller, 1853b (lire en ligne)
- (en) Jacobus Arminius, The Works of James Arminius, vol. Volume 3, Auburn, N.Y., Derby and Miller, 1853c (lire en ligne)
- (en) Carl Bangs, « Arminius : An Anniversary Report », Christianity Today, vol. 5,‎ 1960
- (en) Carl Bangs, Arminius: A Study in the Dutch Reformation, Eugene, Wipf & Stock, 1985
- (en) Matthew Barrett, Salvation by Grace: The Case for Effectual Calling and Regeneration, Phillipsburg, P & R Publishing, 2013
- (en) Markus Barth, Ephesians : Translation and Commentary on Chapters 4-6, Garden City, N.Y, Doubleday, 1974 (lire en ligne)
- (en) Harold S. Bender, Global Anabaptist Mennonite Encyclopedia Online, 1953 (lire en ligne), « Arminianism »
- (en) Christopher. T. Bounds, « How are People Saved? The Major Views of Salvation with a Focus on Wesleyan Perspectives and their Implications », Wesley and Methodist Studies, vol. 3,‎ 2011, p. 31–54 (JSTOR 42909800, lire en ligne)
- (en) Charles M. Cameron, « Arminius–Hero or heretic? », Evangelical Quarterly, vol. 64, no 3,‎ 1992, p. 213–227 (lire en ligne)
- (en) F. L. Cross, The Oxford dictionary of the Christian church, New York, Oxford University Press, 2005
- (en) Peter DeJong, Crisis in the Reformed Churches : Essays in Commemoration of the Great Synod of Dordt, 1618-1619, Grand Rapids, Reformed Fellowship, 1968 (lire en ligne), « The Opinions of the Remonstrants (1618) »
- (en) Bruce A. Demarest, The Cross and Salvation : The Doctrine of Salvation, Crossway Books, 1997 (lire en ligne)
- (en) Isaak A. Dorner, History of Protestant Theology, Eugene, OR, Wipf and Stock Publishers, 2004
- (en) Mark Driscoll, A Call to Resurgence : Will Christianity Have a Funeral or a Future?, Tyndale House, 2013 (présentation en ligne)
- (en) Walter A. Elwell, Evangelical Dictionary of Theology, Grand Rapids, MI, Baker Publishing Group, 2001 (ISBN 9781441200303)
- (en) Simon Episcopius et Mark A. Ellis, The Arminian confession of 1621, Eugene, Pickwick Publications, 2005 (lire en ligne), « Introduction »
- (en) F. Leroy Forlines, The Quest for Truth : Answering Life's Inescapable Questions, Randall House Publications, 2001 (présentation en ligne)
- (en) F. Leroy Forlines, Classical Arminianism : A Theology of Salvation, Randall House, 2011 (lire en ligne)
- (en) Gerald Gann, « Arminius on Apostasy », The Arminian Magazine, vol. 32, no 2,‎ 2014, p. 5–6 (lire en ligne)
- (en) R. Hollis Gause, Living in the Spirit: The Way of Salvation, Cleveland, CPT Press, 2007
- (en) Justo L. Gonzalez, The Story of Christianity, vol. Volume 2: The Reformation to the Present Day, HarperOne, 2014 (présentation en ligne)
- (en) J. Kenneth Grider, « The Nature of Wesleyan Theology », Wesleyan Theological Journal, vol. 17, no 2,‎ 1982, p. 43–57 (lire en ligne)
- (en) J. Kenneth Grider, A Wesleyan Holiness Theology, Kansas City, MO, Beacon Hill Press of Kansas City, 1994
- (en) Hans R. Guggisberg et Bruce Gordon, Sebastian Castellio, 1515-1563: Humanist and Defender of Religious Toleration in a Confessional Age, Oxon, Taylor & Francis, 2017
- (en) William Stephen Gunter, « John Wesley, a Faithful Representative of Jacobus Arminius », Wesleyan Theological Journal, vol. 42, no 2,‎ 2007, p. 65 (lire en ligne)
- (en) Richard W. Harmon, Baptists and Other Denominations, Nashville, Convention Press, 1984
- (en) Alasdair I. C. Heron, Encyclopedia of Christianity, vol. 1, Grand Rapids, Wm. B. Eerdmans, 1999, 128–129 p. (lire en ligne), « Arminianism »
- (en) Frank A. III James, Peter Martyr Vermigli and Predestination: The Augustinian Inheritance of an Italian Reformer, Oxford, Clarendon, 1998
- (en) Paul ChulHong Kang, Justification : The Imputation of Christ's Righteousness from Reformation Theology to the American Great Awakening and the Korean Revivals, New York, Peter Lang, 2006 (présentation en ligne)
- (en) Kenneth D. Keathley, A Theology for the Church, B&H, 2014, « Chap. 12. The Work of God : Salvation »
- (en) Luke Keefer, « Characteristics of Wesley's Arminianism », Wesleyan Theological Journal, vol. 22, no 1,‎ 1987, p. 87–99 (lire en ligne)
- (en) Daniel Kirkpatrick, Monergism or Synergism: Is Salvation Cooperative or the Work of God Alone?, Eugene, OR, Pickwick Publication, 2018
- (en) Henry H. Knight, From Aldersgate to Azusa Street: Wesleyan, Holiness, and Pentecostal Visions, Eugene, Oregon, Wipf and Stock, 2010
- (en) Henry H. Knight, John Wesley: Optimist of Grace, Eugene, Oregon, Wipf and Stock, 2018
- (en) Lyle W. Lange, God So Loved the World : A Study of Christian Doctrine, Milwaukee, Northwestern Publishing House, 2005 (lire en ligne)
- (en) James Loughlin, The Catholic Encyclopedia, vol. 1, New York, Robert Appleton Company, 1907 (lire en ligne), « Arminianism »
- (en) Martin Luther, Martin Luther on the Bondage of the Will : Written in Answer to the Diatribe of Erasmus on Free-will. First Pub. in the Year of Our Lord 1525, Londres, T. Bensley, 1823 (lire en ligne)
- (en) Diarmaid MacCulloch, The Later Reformation in England 1547–1603, New York, Macmillan International Higher Education, 1990
- (en) Magnus Magnusson, Chambers Biographical Dictionary, Edinburgh, Chambers, 1995
- (en) Thomas Marberry, Contact: Official Publication of the National Association of Free Will Baptists, vol. 45, The Association, 1998, « "Matthew" in the IVP New Testament Commentary Series By Craig S. Keener »
- (en) Jonathan S. Marko, Encyclopedia of Early Modern Philosophy and the Sciences, Cham, Springer International Publishing, 2020 (ISBN 978-3-319-20791-9), « Grace, Early Modern Discussion of »
- (en) John McClintock et James Strong, The Cyclopedia of Biblical, Theological, and Ecclesiastical Literature, New York, Haper and Brothers, 1880 (lire en ligne), « Arminianism »
- (en) Herbert Mcgonigle, Sufficient Saving Grace : John Wesley's Evangelical Arminianism, Carlisle, Paternoster, 2001
- (en) Ellen More, « John Goodwin and the Origins of the New Arminianism », Cambridge University Press, vol. 22, no 1,‎ 1982, p. 50–70 (DOI 10.1086/385797, JSTOR 175656, lire en ligne)
- (en) Richard A. Muller, Calvin and the Reformed Tradition : On the Work of Christ and the Order of Salvation, Baker Books, 2012
- (en) Francis Oakley, The Medieval Experience: Foundations of Western Cultural Singularity, Toronto, University of Toronto Press, 1988
- (en) Thomas Oden, John Wesley's Teachings, vol. 2, Grand Rapids, MI, Zondervan Academic, 2012
- (en) Roger E. Olson, The Story of Christian Theology: Twenty Centuries of Tradition & Reform, Downers Grove, IL, InterVarsity Press, 1999 (ISBN 9780830815050)
- (en) Roger E. Olson, Perspectives on the Doctrine of God: Four Views, Nashville, TN, B&H Publishing Group, 2008, « The Classical Free Will Theist Model of God »
- (en) Roger E. Olson, Arminian Theology : Myths and Realities, Downers Grove, InterVarsity Press, 2009
- (en) Roger E. Olson, « One more quick sidebar about clarifying Arminianism », sur Roger E. Olson: My evangelical, Arminian theological musings, Patheos, 2010 (consulté le 27 août 2019)
- (en) Roger E. Olson, « My List of “Approved Denominations” », sur My evangelical, Arminian theological musings, 2012 (consulté le 6 septembre 2019)
- (en) Roger E. Olson, « Must One Agree with Arminius to be Arminian? », sur Roger E. Olson: My evangelical, Arminian theological musings, Patheos, 2013b (consulté le 7 décembre 2019)
- (en) Roger E. Olson, « Calvinism and Arminianism Compared », sur Roger E. Olson: My evangelical, Arminian theological musings, Patheos, 2018c (consulté le 27 août 2019)
- (en) B. J. Oropeza, Paul and Apostasy : Eschatology, Perseverance, and Falling Away in the Corinthian Congregation, Tübingen, Mohr Siebeck, 2000
- (en) Grant R. Osborne, Carl R. Trueman et John S. Hammett, Perspectives on the Extent of the Atonement: 3 views, Nashville, TN, B & H Academic, coll. « Perspectives », 2015 (ISBN 9781433669712, OCLC 881665298)
- (en) David Pawson, Once Saved, Always Saved? : A Study in Perseverance and Inheritance, Londres, Hodder & Stoughton, 1996
- (en) Robert A. Peterson et Michael D. Williams, Why I am not an Arminian, Downers Grove, IL, Intervarsity Press, 2004 (ISBN 0-8308-3248-3)
- (en) Robert Picirilli, Grace, Faith, Free Will : Contrasting Views of Salvation, Nashville, Randall House, 2002
- (en) C. H. Pickar, The New Catholic Encyclopedia, vol. 5, Washington D.C., 1981
- (en) J. Matthew Pinson, Four Views on Eternal Security, Grand Rapids, Zondervan, 2002 (présentation en ligne)
- (en) J. Matthew Pinson, « Will the Real Arminius Please Stand Up? A Study of the Theology of Jacobus Arminius in Light of His Interpreters », Integrity: A Journal of Christian Thought, vol. 2,‎ 2003, p. 121–139 (lire en ligne)
- (en) J. Matthew Pinson, « Thomas Grantham’s Theology Of The Atonement And Justification », Journal for Baptist Theology & Ministry, vol. 8, no 1,‎ 2011, p. 7–21 (lire en ligne)
- (en) Robert Puchniak, Kierkegaard and the Patristic and Medieval Traditions, Farnham, Ashgate Publishing, 2008 (ISBN 978-0-7546-6391-1), « Pelagius: Kierkegaard's use of Pelagius and Pelagianism »
- (en) Herman Ridderbos, Paul : An Outline of His Theology, Wm. B. Eerdmans, 1997 (présentation en ligne)
- (en) Katherin Rogers, « Augustine's Compatibilism », Religious Studies, vol. 40, no 4,‎ 2004, p. 415–435 (DOI 10.1017/S003441250400722X)
- (en) Ernest Gordon Rupp et Philip Saville Watson, Luther and Erasmus : Free Will and Salvation, Louisville, Westminster John Knox Press, 1969 (présentation en ligne)
- (en) John Sanders, « An introduction to open theism », Reformed Review, vol. 60, no 2,‎ 30 juillet 2007
- (en) M. James Sayer, The Survivor’s Guide to Theology, Grand Rapids, MI, Zondervan, 2006
- (en) SBC, « The 2000 Baptist Faith and Message », sur Southern Baptist Convention, 2000 (consulté le 8 mai 2019)
- (en) Philip Schaff, History of the Christian Church, vol. 3, Oak Harbor, WA, Logos Research Systems, 1997 (lire en ligne)
- (en) Phillip Schaff, The Creeds of Christendom : the history of creeds, vol. 3, Grand Rapids, MI, Baker Books, 2007 (lire en ligne), « The Five Arminian Articles. A.D. 1610 », p. 545-549
- (en) Wm Andrew Schwartz et John M. Bechtold, Embracing the Past--Forging the Future: A New Generation of Wesleyan Theology, Eugene, Wipf and Stock Publishers, 2015
- (en) Damian J. Smith, Crusade, Heresy and Inquisition in the Lands of the Crown of Aragon: (c. 1167 - 1276), Leiden, Brill, 2010
- (en) Keith D. Stanglin, Arminius on the Assurance of Salvation, Boston, Brill, 2007
- (en) Keith D. Stanglin et Richard A. Muller, Arminius, Arminianism, and Europe, Boston, Brill, 2009, 263-290 p., « Bibliographia Arminiana: A Comprehensive, Annotated Bibliography Of The Works Of Arminius »
- (en) Keith D. Stanglin et Thomas H. McCall, Jacob Arminius : Theologian of Grace, New York, OUP USA, 2012 (présentation en ligne)
- (en) Keith D. Stanglin et Thomas H. McCall, After Arminius: A Historical Introduction to Arminian Theology, New York, Oxford University Press, 2021
- (en) Thomas Lewis Stegall, The Gospel of the Christ: A Biblical Response to the Crossless Gospel Regarding the Contents of Saving Faith, Milwaukee, Grace Gospel Press, 2009
- (en) Steven M. Studebaker, Defining Issues in Pentecostalism: Classical and Emergent, Euguene, OR, Wipf and Stock Publishers, 2008
- (en) Jerry Sutton, « Anabaptism and James Arminius: A Study in Soteriological Kinship and Its Implications », Midwestern Journal of Theology, vol. 11, no 2,‎ 2012, p. 121–139 (lire en ligne)
- (en) Eugene Teselle, Grace for Grace: The Debates after Augustine and Pelagius, Washington, D.C., Catholic University of America Press, 2014, 1–13 p. (ISBN 978-0-8132-2601-9), « The Background: Augustine and the Pelagian Controversy »
- (en) Don Thorsen, An Exploration of Christian Theology, Grand Rapids, Baker Books, 2007
- (en) Robert George Torbet, A History of the Baptists, Judson Press, 1963, 3rd éd. (lire en ligne)
- (en) Nicholas Tyacke, Anti-Calvinists: the rise of English Arminianism, c. 1590-1640, Oxford, Clarendon, 1990 (lire en ligne)
- (en) Jason E. Vickers, Wesley: A Guide for the Perplexed, London, T & T Clark, 2009
- (en) Dewey D. Wallace, Shapers of English Calvinism, 1660-1714: Variety, Persistence, and Transformation, Oxford University Press, 2011
- (en) Jerry L. Walls et Joseph R. Dongell, Why I Am Not a Calvinist, Downers Grove, InterVarsity Press, 2004
- (en) John Wesley et John Emory, The Works of the Late Reverend John Wesley, vol. 2, New York, B. Waugh and T. Mason, 1835 (lire en ligne)
- (en) John Wesley, The Works of the Rev. John Wesley, vol. 8, New York, J.& J. Harper, 1827 (lire en ligne)
- (en) H. Orton Wiley, Christian theology, vol. 2, Kansas City, MO, Beacon Hill Press, 1941 (lire en ligne)
- (en) Andrew J. Wilson, The Warning-Assurance Relationship in 1 Corinthians, Tübingen, Mohr Siebeck, 2017
- (en) Steve Witzki, « The Arminian Confession of 1621 and Apostasy », sur Society of Evangelical Arminians, 2010 (consulté le 25 mai 2019)
- (en) Darren Cushman Wood, « John Wesley's Use of the Atonement », The Asbury Journal, vol. 62, no 2,‎ 2007, p. 55-70 (lire en ligne)